# Storia di Verona

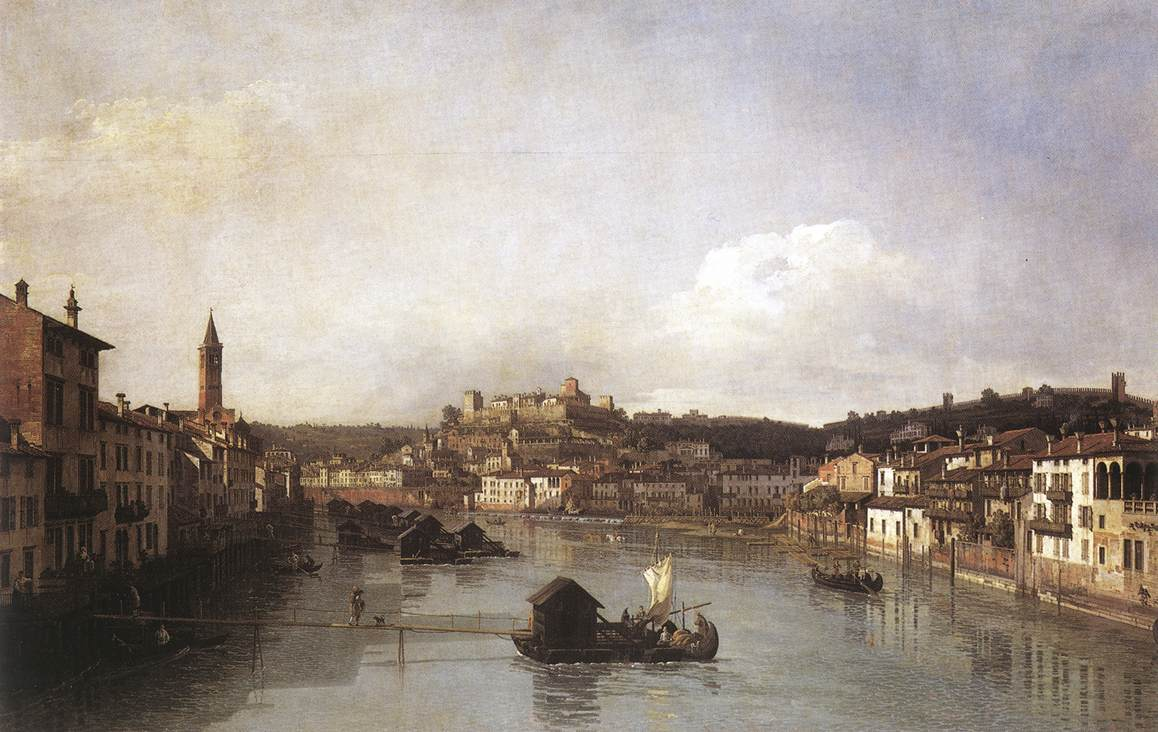
Panorama di Verona e del suo fiume in un dipinto di metà Settecento di Bernardo Bellotto, detto Canaletto

La storia di Verona trae le sue origini dalla fondazione del primo nucleo abitativo sul colle San Pietro, risalente probabilmente al Neolitico, per giungere sino ai giorni nostri: le testimonianze di una storia così antica e ricca sono visibili nei monumenti, per le strade e le piazze, perfino nel sottosuolo, dove emergono le rovine e i manufatti delle antiche civiltà preistoriche ma specialmente romane. Fu soprattutto durante la dominazione romana che Verona prosperò sino a diventare una delle più importanti città del Nord Italia, statuto che mantenne anche dopo la caduta dell'Impero romano, quando la città venne più volte elevata a capitale di regni romano-barbarici.
Nel Basso Medioevo divenne un Libero Comune, spesso sconvolto da sanguinose lotte tra le famiglie guelfe e ghibelline: le prime capeggiate dai Sambonifacio, le seconde dai Montecchi prima, e dagli Scaligeri poi; questi ultimi furono gli attori principali della storia veronese per due secoli e proprio sotto la loro guida vi fu l'indolore passaggio da Comune a Signoria. Nel 1388 la città scaligera perse la propria indipendenza per finire soggiogata dai Visconti prima, e dai Carraresi poi; già nel 1405 vi fu però la dedizione di Verona a Venezia, che amministrò la città fino alla sua caduta nel 1797, momento dal quale si susseguirono le dominazioni francesi e austriache. Verona divenne parte del neonato Regno d'Italia solo nel 1866, a seguito della disastrosa terza guerra d'indipendenza italiana.

## Fondazione
Verona sorse in un luogo, il colle San Pietro, la cui scelta fu propiziata dalle condizioni naturali favorevoli: la collina era facilmente difendibile da attacchi esterni, mentre le rive dell'Adige potevano essere pericolose, poiché il fiume esponeva le zone circostanti a piene annuali, inoltre il rilievo si trovava alla conclusione della val d'Adige, la principale via di comunicazione con le popolazioni del Nord Europa.

### Preistoria

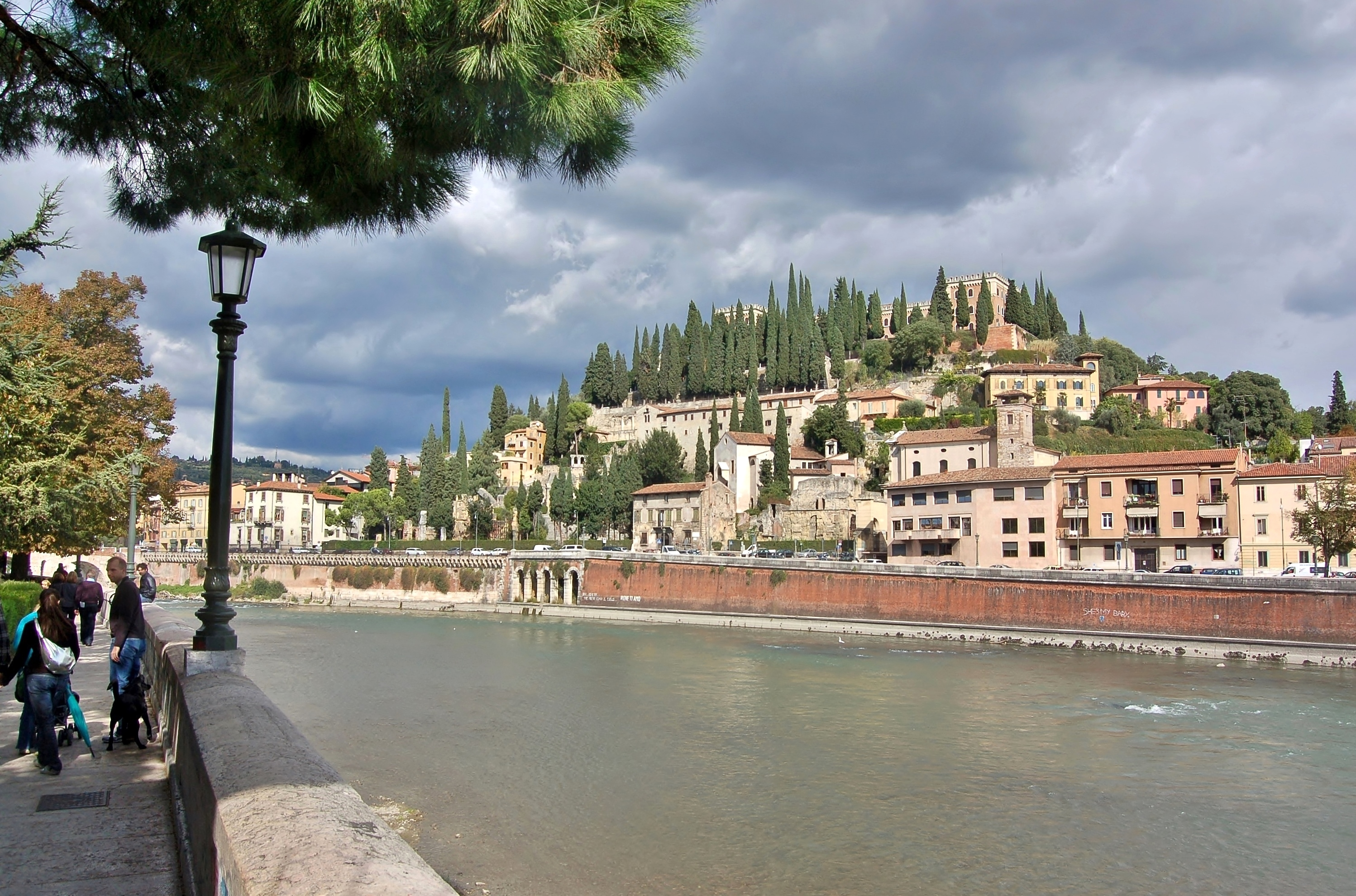
Colle San Pietro, rilievo su cui nacque l'abitato preistorico

Già nel Neolitico si ha la probabile presenza di un villaggio presso la zona meridionale di colle San Pietro, lungo il corso dell'Adige, poiché si tratta di uno dei pochi punti guadabili del fiume, inoltre da quel punto si possono raggiungere velocemente le sicure colline circostanti (ricche, tra l'altro, di numerosi reperti preistorici, che ne confermano l'antropizzazione). Verso la fine del Neolitico, dunque sul finire del IV millennio a.C., migrarono dalla Francia meridionale numerosi gruppi nomadi che si stanziarono nel luogo dove si trova l'odierno Castel San Pietro (sull'omonimo colle), dove crebbe il primo villaggio al sicuro dalle annuali esondazioni dell'Adige. Fin dai primi secoli del IV millennio a.C. si diffuse inoltre la cultura dei vasi a bocca quadrata, con uno stile geometrico e lineare che si sarebbe poi evoluto in uno stile meandro-spiralico.
Quella del colle San Pietro è quindi un'area ricca di reperti, nella quale sono stati trovati addirittura i resti delle case che formavano l'antico villaggio, alcune interpretate come strutture e case seminterrate, tipiche della Lessinia. Il villaggio col tempo si ingrandì e vide stanziarsi varie popolazioni, come gli abitanti terramare nell'età del bronzo, mentre durante l'età del ferro proliferarono le civiltà protostoriche.

### Protostoria

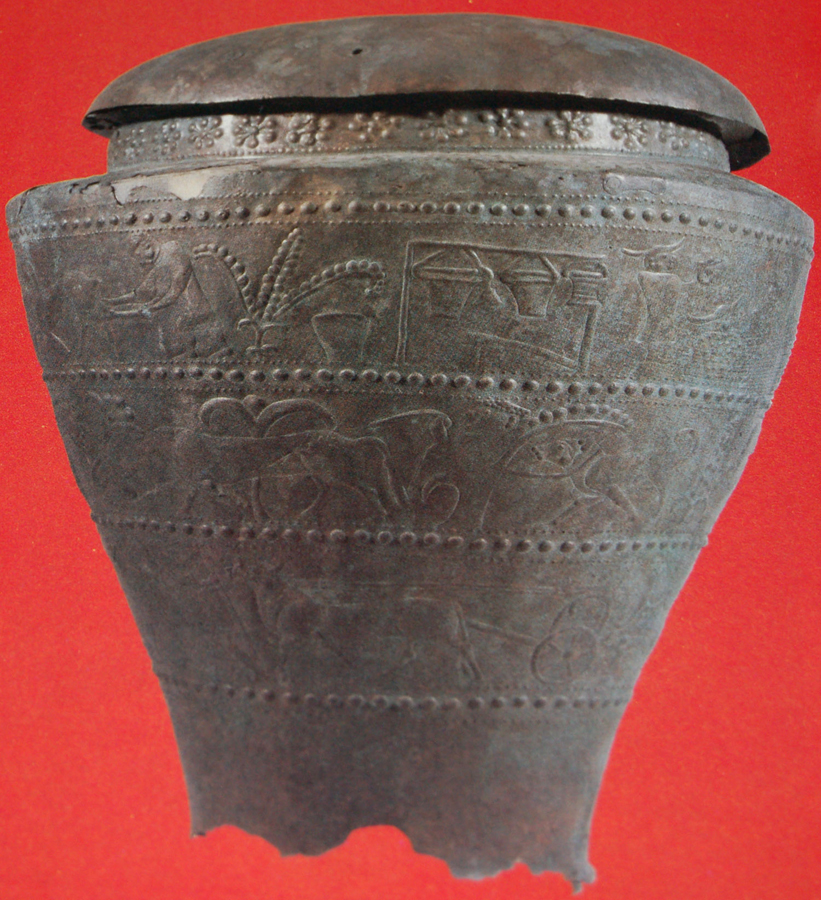
Antica situla veneta

Il Veneto venne risparmiato dall'occupazione delle popolazioni galliche che a varie ondate da ovest occuparono la pianura padana, ma i rapporti tra gli antichi Veneti e i Galli furono comunque stretti. In particolare a Verona la situazione era diversa rispetto a quella del resto del Veneto, in quanto i Galli Cenomani giunsero sino al corso dell'Adige: nella zona veronese, infatti, sono stati trovati manufatti retici o comunque legati alla cultura celtica, ed è molto probabile che il villaggio fu abitato insieme dai Cenomani e dai Veneti.
Gli storici latini hanno variamente accreditato a Euganei, Reti, Veneti, Etruschi o Galli Cenomani le origini di Verona: lo storico Polibio afferma che ai suoi tempi (II secolo a.C.) era ancora numerosa l'etnia venetica tra la popolazione della città, e in effetti la presenza veneta è ben documentata, in particolare presso il colle San Pietro, e su questa sua affermazione si basa l'ipotesi della fondazione veneta; l'ipotesi della fondazione da parte dei Reti e insieme degli Euganei è stata invece formulata da Plinio il Vecchio (in particolare la presenza dei primi è accertata dai numerosi ritrovamenti nel territorio veronese delle loro ceramiche); quella dei Galli Cenomani fu invece sostenuta da Tito Livio.

## Verona romana

### I primi rapporti con la Repubblica romana

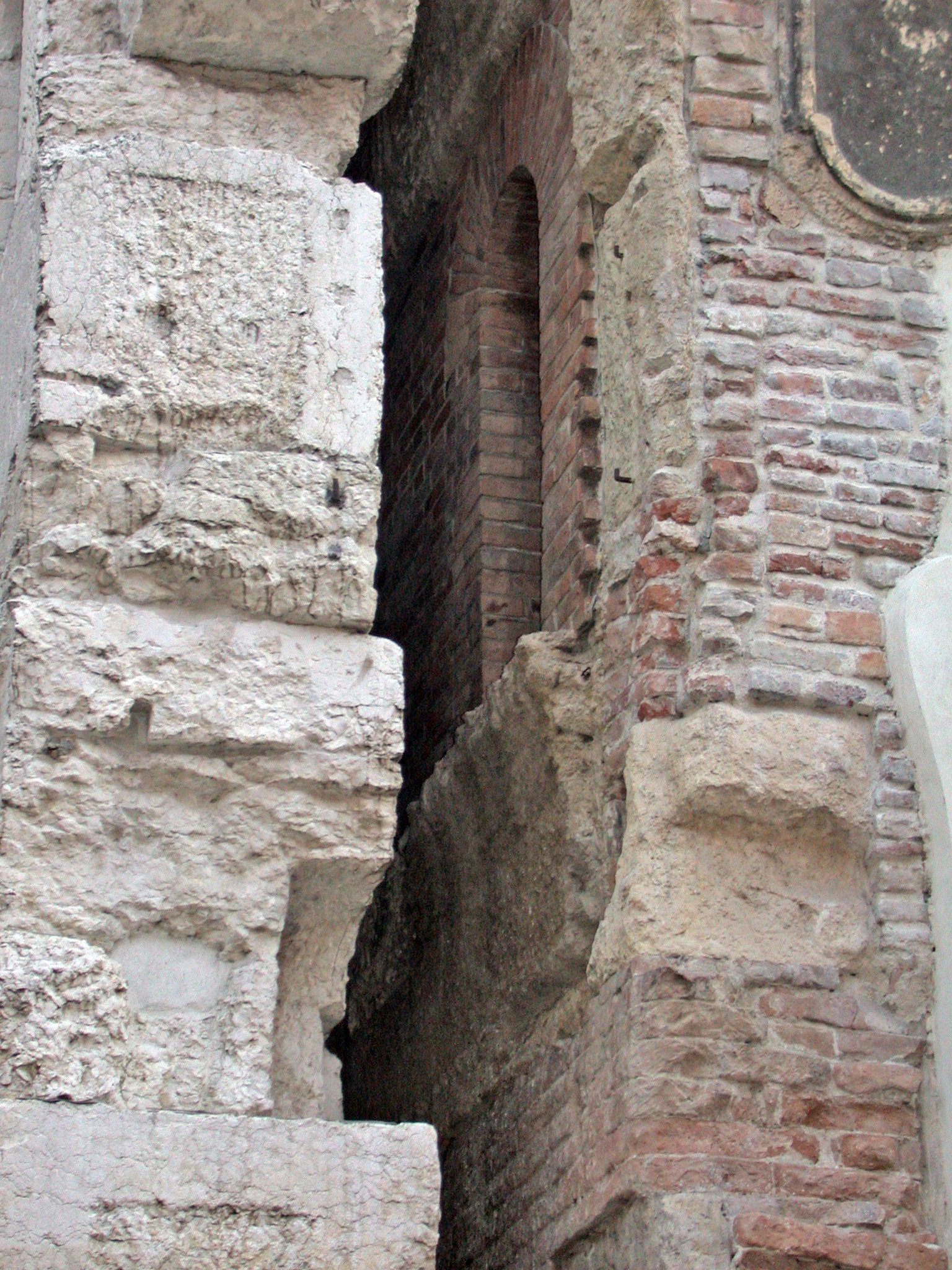
Alcuni resti di mura romane: muratura di età repubblicana in laterizio affiancata da muratura lapidea di età imperiale, presso porta Leoni

Prima della latinizzazione, la zona di Verona era popolata da Veneti e Galli Cenomani: più forte a Verona era sicuramente la presenza paleoveneta, testimoniata da numerosi reperti appartenenti a quel popolo. La Cispadania era abitata nel III secolo a.C. da numerose popolazioni bellicose, per cui i Romani si rivolsero ai Veneti per ottenere aiuto, in quanto li ritenevano consanguinei: questa credenza era frutto di una leggenda che vedeva Antenore e gli Eneti, tra i pochi sopravvissuti alla guerra di Troia, cacciati dalla loro terra e giunti dopo un lungo viaggio nell'alto Adriatico, nella regione corrispondente grosso modo al Veneto odierno, dove cacciarono gli Euganei. Lo stesso Catone il Censore affermava che «Venetos Troiana stirpe ortos».
I primi contatti fra Roma e Verona sono documentati intorno al III secolo a.C., e fin da subito furono caratterizzati da rapporti di amicizia e alleanza: già nel 283 a.C. il Senato romano strinse un patto con i Veneti e i Galli Cenomani per rallentare l'invasione gallica, ma probabilmente ci furono contatti precedenti, a partire dal 390 a.C., quando i Galli di Brenno invasero la stessa Roma ma questi, forse proprio grazie a un'azione diversiva dei Veneti, furono costretti a venire a patti con i Romani.
Nel 225 a.C. i Romani mandarono ambasciatori presso i Veneti e i Cenomani per stringere un'alleanza contro i Galli Boi e gli Insubri, che minacciavano le frontiere romane. Dati i rapporti amichevoli, essi concessero ai Romani di erigere un piccolo presidio in cima al colle San Pietro, da cui controllare la zona. Addirittura durante la seconda guerra punica le due popolazioni locali aiutarono i Romani, mentre tutte le altre popolazioni galliche si erano schierati dalla parte di Cartagine. Al termine della guerra, per poter completare la sottomissione della Gallia Cisalpina (Galli e Liguri non accettavano la supremazia romana) Roma cominciò una vera e propria guerra di conquista, sempre sostenuta da questi due popoli.
Nel 174 a.C., a seguito della sottomissione della Gallia Cisalpina e dell'inizio di un nuovo periodo di colonizzazione della pianura Padana, cominciò a rivelarsi la grande importanza strategica di Verona. Il Senato romano richiese così a Cenomani e Veneti l'ampliamento del castrum fortificato, mentre coloni romani e popolazioni indigene ponevano le basi per l'edificazione di una nuova città all'interno dell'ansa dell'Adige. Ai tempi della terza guerra punica passavano ormai da Verona vie di comunicazione vitali come la via Postumia, che partiva da Genova e giungeva ad Aquileia attraverso la pianura Padana. Si presume che in questo momento storico i Veneti fossero legati ai Romani tramite amicitia, diversamente dai Galli transpadani legati a Roma dal foedus: questo legame era utilizzato soprattutto negli stati ellenistici e prevedeva la neutralità, che poteva diventare alleanza solo in via eccezionale Verona rimase alleata di Roma anche tra la fine del II e l'inizio del I secolo a.C. contro gli invasori Teutoni e Cimbri, da non confondere (come fecero gli storici rinascimentali) con gli Tzimber che nel XIII secolo ripopolarono la Lessinia.

### Res publica Veronensium

L'agro veronese in età romana

Il diritto latino venne esteso alla Gallia Cisalpina (concessa dal Senato romano nell'89 a.C., in seguito alla guerra sociale) tramite la Lex Pompeia de Transpadanis, proposta dal console Pompeo Strabone; i centri preesistenti, fra cui Verona, divennero perciò delle colonie latine fittizie (cioè senza una vera e propria deduzione, né l'invio di coloni). È di questo periodo lo sviluppo della città tramite un impianto pianificato nell'ansa dell'Adige.
Grazie a Giulio Cesare, Verona ottenne nel 49 a.C. (al pari del resto della Gallia Transpadana) la cittadinanza romana e, tramite la Lex Roscia, le venne attribuito il rango di municipium e concesso un agro di ben 3 700 km² (oggi la provincia di Verona ha un territorio di 3 121 km²). Il municipio poté quindi fregiarsi del nome di Res publica Veronensium.
Durante il periodo repubblicano Verona fu raramente coinvolta in modo diretto nel terribile e sanguinoso periodo delle guerre civili (49-31 a.C.); ciò aiutò il suo sviluppo e la sua economia, che andò a rafforzarsi principalmente nella coltivazione di vite e olivo, nell'allevamento di cavalli (che aveva origine dalla tradizione veneta) e ovini e nella produzione di lana. Ebbero inoltre uno forte sviluppo l'artigianato e il commercio. In questo periodo la città, ormai spostata nell'ansa dell'Adige, cominciò a ingrandirsi e ammodernarsi. Furono inoltre costruiti due nuovi ponti in luogo del guado: il ponte Pietra e il Postumio, sul quale passava l'omonima via.

### L'epoca imperiale

La Regio X Venetia et Histria, in cui fu inserita Verona

Sotto l'Impero di Augusto la città divenne un nodo strategico ancora più importante, poiché fu utilizzata come base temporanea per le legioni, in particolare dopo la conquista della Rezia e della Vindelicia (15 a.C.). E proprio l'accresciuta importanza della val d'Adige quale collegamento con il nord Europa, e in virtù dell'importanza strategica di Verona, permise la costruzione della via Claudia Augusta, che da Ostiglia (dove arrivava un'altra strada da Roma) portava fino al passo del Brennero e quindi nell'attuale Austria. Augusto provvide a risistemare territorialmente la penisola tramite la suddivisione in undici regiones; Verona venne quindi incorporata nella Regio X Venetia et Histria, che includeva le popolazioni dei Galli Cenomani, Reti, Euganei, Veneti, Carni e Istri.
Durante questo periodo Verona fu interessata da un notevole afflusso di ricchezza che portò a un ulteriore sviluppo della città: vennero erette le terme e il teatro romano ai piedi del colle San Pietro. Durante il governo dell'imperatore Claudio vennero inoltre costruite la via Claudia Augusta e la via Gallica (che giungeva da Mediolanum e si immetteva nella via Postumia e nel vicus Veronensium), oltre che risistemate altre strade.
Con l'arrivo al potere della dinastia Flavia si interruppe per la città il lungo periodo di pace, in particolare a causa della guerra tra Vitellio e Vespasiano: quest'ultimo scelse la città come fortezza, perché attorniata da campi aperti in cui poteva dispiegare la cavalleria; inoltre, essendo una colonia ricca e importante, la sua conquista venne utilizzata a fini propagandistici. Siccome però la città stava ormai crescendo fuori dalla cinta muraria repubblicana, venne costruito un vallo a sud alla città, con il conseguente scavo dell'Adigetto, un lungo fossato utilizzato a fini difensivi anche nel Medioevo. Verona era inoltre un luogo strategico per Vespasiano poiché da lì avrebbe potuto bloccare le discesa in Italia di Vitellio. Fortunatamente per la città, l'ammutinamento di una legione di Vitellio spostò la guerra lontano. Fu però proprio sotto l'imperatore Vespasiano che la città raggiunse l'apice della ricchezza e dello splendore: l'ultima grande opera nel I secolo fu l'Arena, costruita poiché la città, che aveva ormai superato i 25 000 abitanti, aveva bisogno di un grande edificio per allietare e distrarre gli abitanti.

### L'inizio delle invasioni barbariche

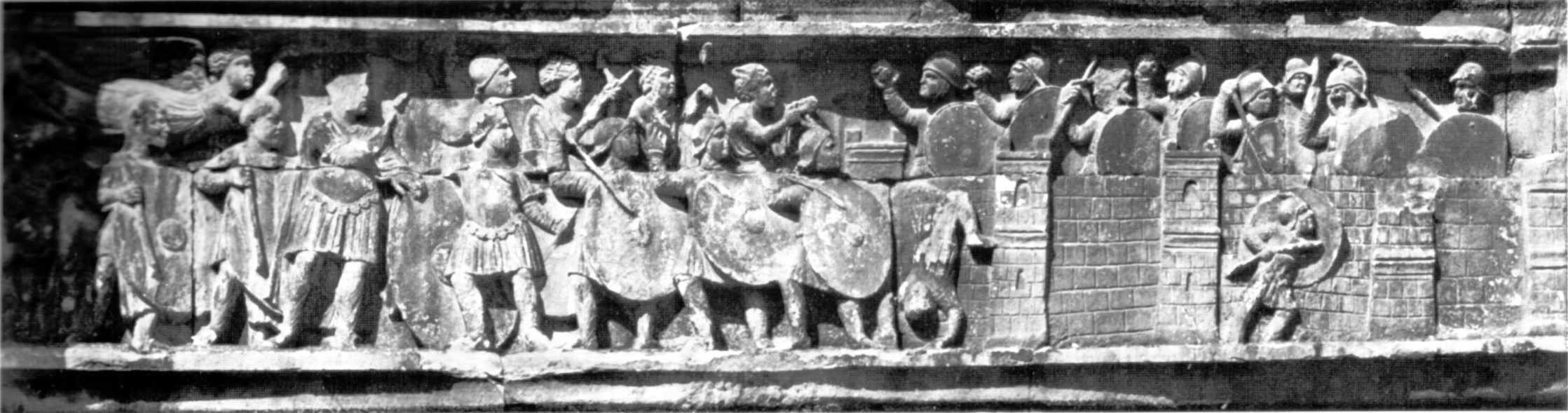
Raffigurazione dell'assedio di Verona nel fregio del lato sud dell'Arco di Costantino a Roma

A cominciare dal II secolo Verona, come la maggior parte delle città del Nord Italia, perse la sua funzione di centro di prima importanza ma divenne teatro di alcune lotte civili romane: la città venne investita dalle guerre che videro protagonisti l'imperatore Filippo l'Arabo e Decio nel 249, Aurelio Carino e Sabino Giuliano nel 283, e Costantino I e Ruricio Pompeiano, con l'assedio del 312. Verona si trovò poi investita dalle invasioni barbariche, essendo il primo baluardo dell'Italia alle discese dal Nord Europa, come in occasione delle guerre marcomanniche del finire del II secolo, quando un'orda di Marcomanni e Quadi, che avevano poco prima assediato la città di Aquileia, furono cacciati dalle truppe imperiali accorrenti dell'imperatore Marco Aurelio, poco lontane dalla città.

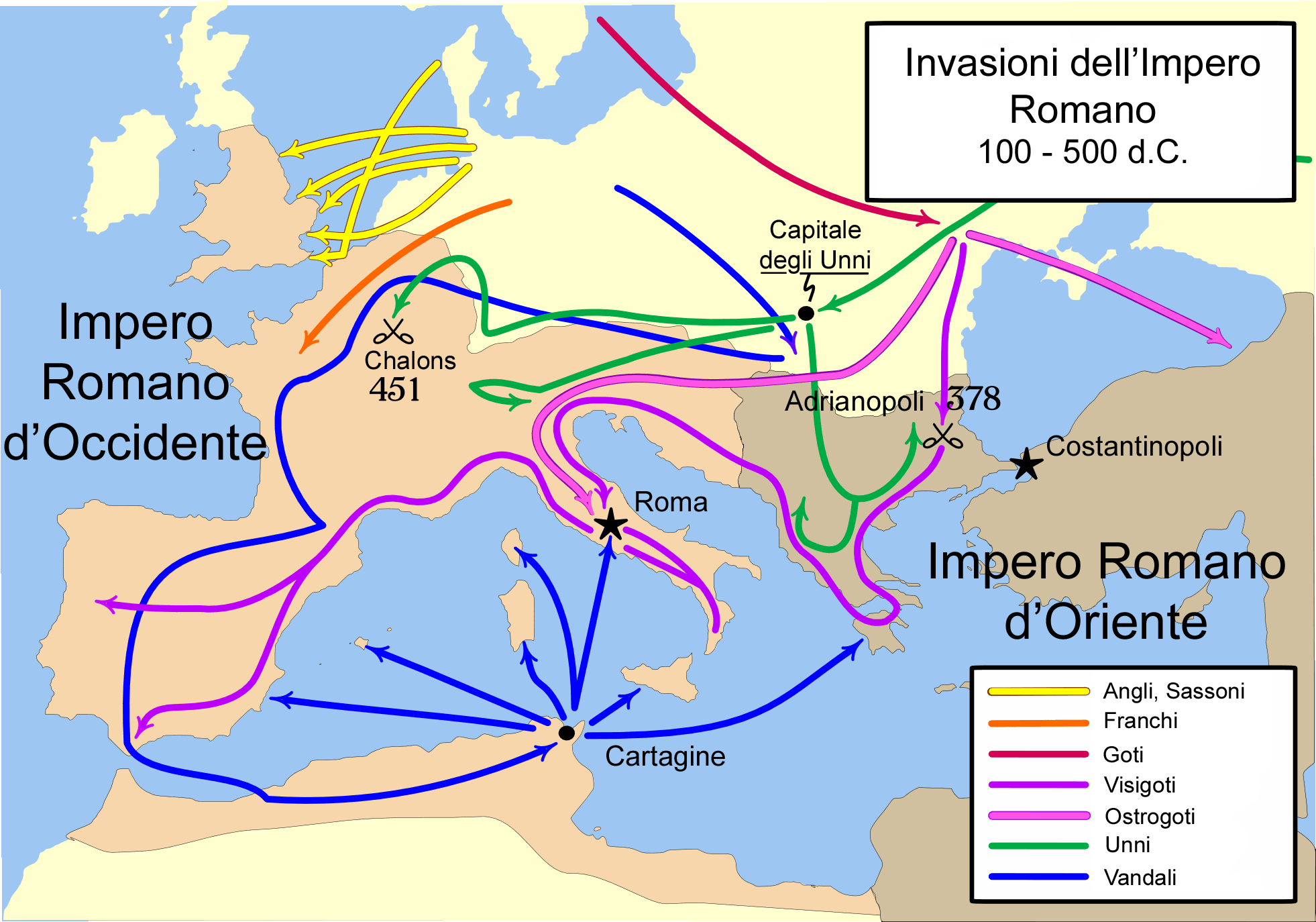
Le invasioni dell'Impero romano

L'imperatore Gallieno, nel 265, fece allargare le mura della città fino a includervi l'Arena, fortificandola in soli sette mesi, dall'aprile al dicembre dello stesso anno, come è attestato dalla scritta sull'architrave di porta Borsari: questa decisione venne presa dopo che gli Alemanni si erano spinti sino a Ravenna. Con Gallieno si aprì un periodo di tranquillità per la città, ma garantirne la sicurezza comportò oneri e tasse sui cittadini che la resero meno fiorente. Sotto Claudio II il Gotico le mura servirono da deterrente all'assedio della città da parte degli Alemanni che, scesi nuovamente in Italia, decisero di lasciarla da parte.
Verona ebbe una lenta conversione al Cristianesimo e talora si trovò sulle posizioni delle prime eresie. Fu solo con san Zeno vescovo che l'ortodossia cristiana (secondo le disposizioni dei concili di Nicea, di Calcedonia e di Efeso) si impose. Il IV secolo fu per la città un periodo relativamente tranquillo e solo dopo il V secolo si ebbero nuove battaglie: già nel 401 i Goti invasero il Veneto e nel 402 il loro re Alarico I, battuto, si rinchiuse dentro le mura della città, ma l'anno successivo vennero nuovamente sconfitti nella battaglia di Verona. In questo periodo le invasioni furono molto frequenti: nel 452 il re degli Unni, Attila, invase l'Italia e con mezzo milione di uomini lasciò una scia di distruzione che terminò proprio a Verona: qui gli venne incontro una delegazione del Senato romano, composta da papa Leone I, dal console Gennadio Avieno e dal prefetto Trigezio, che convinsero il re unno a ritirarsi in Pannonia.

## Verona nell'Alto Medioevo

### Verona capitale dei Goti

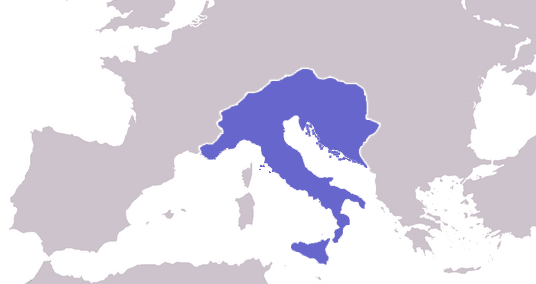
Il Regno Ostrogoto a pochi anni dalla caduta dell'Impero romano d'Occidente

Odoacre, capo degli Eruli e dei Turcilingi, popoli che facevano parte dell'esercito imperiale, depose Romolo Augusto e mise fine all'Impero romano d'Occidente nel 476. Odoacre non ebbe investiture ma governò de facto e lasciò un buon ricordo nei veronesi: egli non mutò nulla rispetto al governo precedente e da ariano non avversò i cristiani latini di credo niceo-efesino; applicò inoltre una regola romana del passato per pacificare il suo esercito, confiscando ai latifondisti un terzo delle terre e ridistribuendole ai suoi soldati; rilanciò l'agricoltura e l'economia, agevolando i contadini con sgravi fiscali e liberando gli schiavi, che divennero servi della gleba, formalmente liberi, anche se ancora vincolati a padroni. Verona rimase città di primaria importanza militare anche sotto il suo governo. Tuttavia, nonostante Odoacre riuscì a fermare i Rugi, nulla poté fare contro gli Ostrogoti di Teodorico il Grande, mandati in Italia da Zenone, imperatore d'Oriente. Nel 488 infatti partirono più di 300 000 Ostrogoti verso l'Italia, e Teodorico riuscì a battere Odoacre proprio nella battaglia di Verona, svoltasi il 30 settembre nel campus minor Veronensis, quasi sicuramente un'area oggi corrispondente al territorio di San Martino Buon Albergo; Odoacre fu obbligato a fuggire e a rifugiarsi a Ravenna, dove capitolò dopo un assedio durato ben quattro anni.

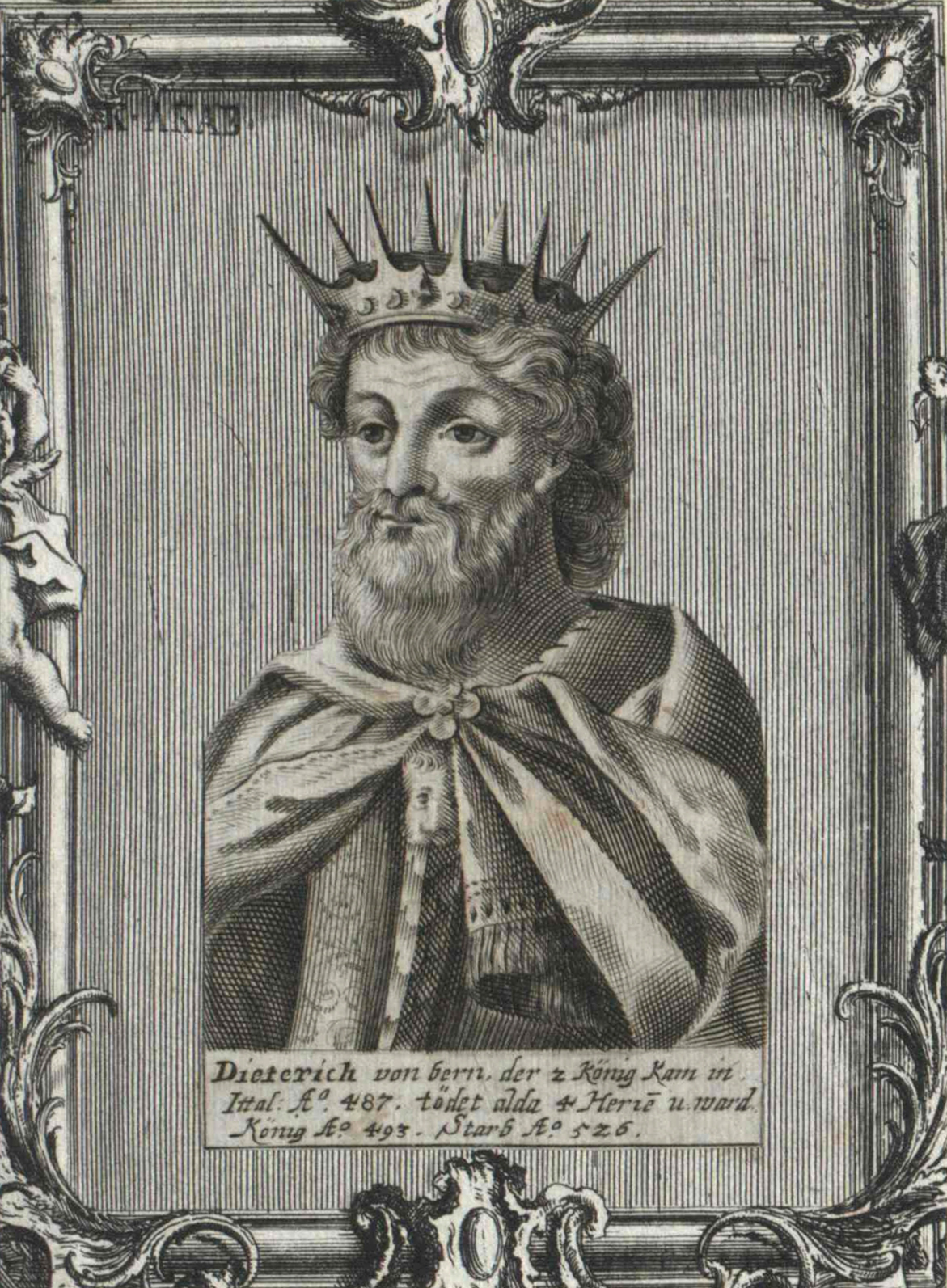
Raffigurazione di Teodorico il Grande

Il regno di Teodorico iniziò quindi nel 493: capitale ufficiale divenne Ravenna, anche se Verona era il centro militare più importante e la sede preferita del re, tanto che in Germania era conosciuto come Dietrich von Bern, cioè Teodorico di Verona: egli restituì alla città il suo splendore e restaurò e rinforzò le mura danneggiate dalle precedenti incursioni barbariche, poiché la città rimaneva un luogo strategico per il contenimento dei Burgundi e degli Alemanni. Teodorico fece restaurare numerosi edifici, tra cui le terme e l'acquedotto, e fece costruire un palazzo che portasse il suo nome, in prossimità di colle San Pietro: il palazzo di Teodorico (non più presente).
In politica interna seguì la strategia di Odoacre ma, come ritorsione alla persecuzione da parte di Giustino I verso gli ariani a Bisanzio, vessò i Romani divenuti sospetti. Nel 535, dopo la morte di Teodorico, l'Italia fu invasa dai Bizantini; nel mentre Verona era comandata da Ildibaldo che dopo la caduta di Ravenna in mano bizantina (540) fu eletto re dai capi goti. Alla morte del re la corona passò al nipote Totila, ottimo politico e comandante: volendo eliminare i Bizantini dal suolo italiano seguì la politica di Teodorico, espropriando latifondi e accettando gli schiavi nel proprio esercito.
I Bizantini, con circa 12 000 uomini tentarono l'attacco a Verona, riuscendo a far entrare nottetempo dentro la cinta muraria un centinaio di soldati. I Goti, sorpresi, scapparono sulle colline a nord della città, ma accortisi del basso numero di soldati penetrati, e della discordia che serpeggiava fra i generali per la spartizione del bottino, li attaccarono, costringendoli a fuggire e a ritirarsi oltre il Po.
A Totila succedette re Teia, che governò in un periodo in cui, ormai, gli antichi edifici e le strade romane cominciavano a cadere in rovina: alla sua morte Verona resistette per qualche tempo all'esercito bizantino comandato da Narsete, aiutata nella resistenza anche dai Franchi che avevano invaso, nel corso del conflitto, le Venezie; Procopio narra che quando il generale Valeriano, dopo la sconfitta di Totila, tentò nel 552 di assediare Verona, il presidio, che già pensava di arrendersi disperando di resistere, fu salvato dall'intervento dell'esercito franco che si trovava nelle zone limitrofe.

Mappa che raffigura i momenti principali della guerra gotica

La guerra gotica ufficialmente finì nel 555 con la resa di Conza in Campania, ma nelle Venezie e nell'Italia transpadana vi erano ancora da scacciare i Franchi, oltre agli ultimi resti dell'esercito ostrogoto che ancora rifiutava la resa; tra le sacche di resistenza ancora in mano agli Ostrogoti vi era anche Verona che, insieme a Brescia, continuava a resistere. Nel 556 iniziarono le operazioni di riconquista di questi territori ancora al di fuori del controllo imperiale e già nel 559 Milano e gran parte delle Venezie erano in mano bizantina. Dovevano però resistere ancora Verona e Brescia. Intorno al 561 Narsete, di fronte al rifiuto del comandante dell'esercito franco nel Nord Italia, Amingo, di concedere agli Imperiali il permesso di varcare il fiume Adige, marciò contro i Franchi, che nel frattempo si erano alleati con un generale ribelle goto di nome Widin (che gli studiosi hanno supposto fosse il comandante del presidio di Verona); Narsete sconfisse entrambi in battaglia, determinando l'espulsione dei Franchi dall'Italia e, più o meno contemporaneamente (561-562), la resa delle ultime sacche di resistenza gote, cioè Verona e Brescia, le cui chiavi vennero inviate a Costantinopoli; Verona cadde il 20 luglio 561 e Brescia nello stesso anno o al più tardi nel 562, mentre la notizia della resa delle due città giunse a Costantinopoli nel novembre 562. Secondo alcuni studiosi, Verona e Brescia caddero in mano bizantina solo nel 561/562; mentre altri, ritenendo inverosimile che la città abbia resistito così a lungo dopo la conclusione "ufficiale" del conflitto (555), ritengono più verosimile che la città fosse già in mano bizantina e che nel 561/562 si rivoltò insieme a Brescia, costringendo Narsete a intervenire.

### I Longobardi

I domini longobardi dopo la morte di Alboino, intorno al 575

Alboino, re dei Longobardi, interruppe il breve dominio bizantino su Verona. Nel 568 penetrò in Italia passando da Cividale, da cui partì alla conquista di quella terra che sarebbe stata conosciuta poi con il nome di Langobardia Maior: Verona era indifesa e venne occupata senza spargimento di sangue. La città divenne capitale d'Italia sino al 571, quando la sede della corte longobarda fu spostata a Pavia. Il territorio veronese fu tuttavia eretto a ducato: gli unici duchi di Verona conosciuti sono Autari (il primo), Giselberto, Zangrulfo e Lupone. Durante la dominazione longobarda rimase così tra le principali città della Langobardia Maior, accanto a Milano, Cividale e alla capitale Pavia. Alboino venne ucciso dalla moglie Rosmunda nel palazzo di Teodorico a Verona, dove ancora oggi riposa.
Sempre a Verona, nel 774, il re dei Franchi Carlo venne a capo dell'ultima resistenza dei Longobardi, guidata dal figlio di Desiderio, Adelchi; il principe cercò rifugio all'interno della città, prima di essere costretto alla fuga, segnando la fine del Regno longobardo. Manzoni ha trasposto questo fatto storico nella sua tragedia omonima, spostando tuttavia l'accento sul dramma personale di Ermengarda, figlia di Desiderio ripudiata e abbandonata da Carlo Magno.

### L'impero carolingio e le ultime invasioni

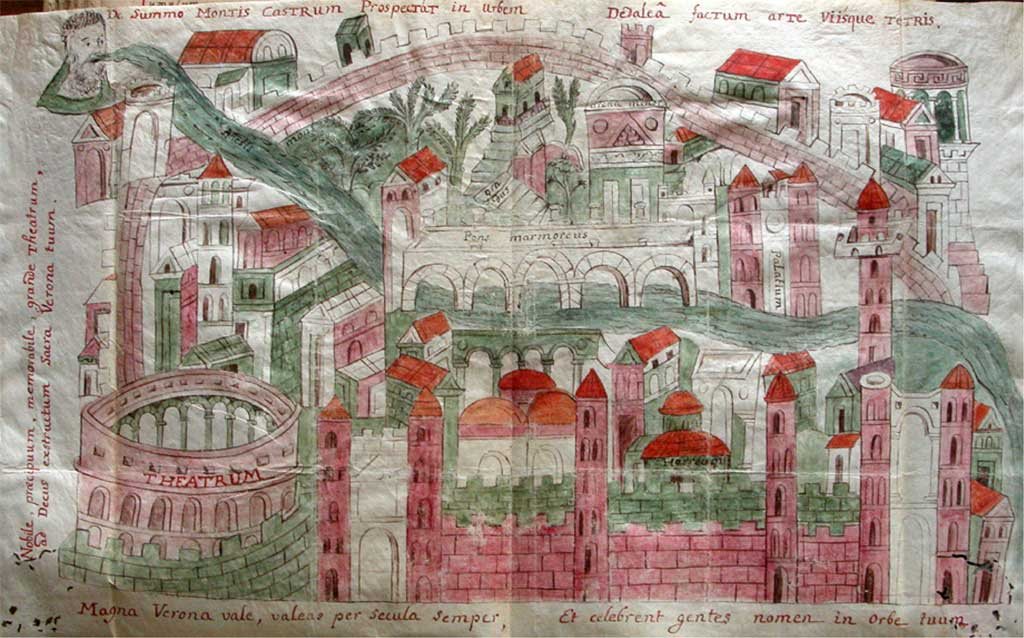
La cosiddetta "iconografia rateriana", in un codice del vescovo Raterio della metà del X secolo, la più antica rappresentazione di Verona

Alla caduta del Regno longobardo corrispose la nascita dell'Impero carolingio con l'incoronazione di Carlo Magno nell'800. A seguito della rivolta di Rotgaudo del 776, i duchi longobardi vennero sostituiti dai funzionari franchi, i conti, e Verona divenne capitale di una contea. Nel 781 Carlo Magno assegnò al figlio Pipino la parte longobarda dell'Impero, compresa Verona. Durante il regno di Pipino furono ristrutturate numerose chiese e ne furono costruite di nuove, come la basilica di San Zeno, eretta sui resti di un primitivo edificio paleocristiano sorto presso la tomba del santo. Pipino fece inoltre riadattare la cinta muraria, per il pericolo delle nuove invasioni da parte degli Avari. Pipino soggiornò spesso a Verona presso il palazzo di Teodorico e il colle San Pietro, tanto che quando morì, nell'810, venne seppellito in città. Il padre morì quattro anni dopo ma la dinastia carolingia proseguì a governare il territorio fino alla deposizione di Carlo il Grosso, nell'887. Il Regno d'Italia divenne quindi formalmente indipendente ma, mentre i pretendenti al trono lottavano tra di loro, gli Ungari saccheggiavano il nord Italia, compresi i sobborghi di Verona.

La Marca di Verona e gli altri antichi Stati italiani nell'anno 1000

Divenuto Berengario I re d'Italia, pose la sua capitale a Verona, dove ebbe come consiglieri il vescovo Adalardo e il marchese Walfredo. Per mantenere la corona, Berengario dovette intraprendere numerose guerre, subendo anche cocenti sconfitte, finché trovò la morte, nella stessa Verona, per mano di Milone di Sambonifacio, un suo parente. A lui succedettero vari re d'Italia, e fu in particolare Berengario II a formare la Marca di Verona. Risale a questo periodo uno dei primi documenti in latino volgare, contenente delle tracce di volgare italiano: l'Indovinello veronese.
Nel 951 la Marca finì nelle mani del duca di Baviera, per poi essere sottomessa al Ducato di Carinzia. Berengario II cercò di riconquistarla, ma alla discesa di Ottone I la perse nuovamente. Già conte di Verona, Milone di Sambonifacio divenne così marchese.
A seguito dell'unione delle corone di Italia e Germania sotto il Sacro Romano Impero, la città, tappa forzata per chi voleva avvalersi del passo del Brennero, fu spesso meta degli imperatori che vi soggiornarono anche per lunghi periodi, oltre che sede di numerose diete. Nel 967 l'imperatore Ottone II venne a Verona per preparare la guerra contro i Saraceni, ma dopo una pesante sconfitta in Calabria dovette riparare nuovamente in città, dove nel 983 indisse una dieta a cui parteciparono personaggi di spicco del Regno d'Italia e del territorio romano, oltre che i vescovi e i principi di Franconia, Sassonia, Svevia e Lorena. Alla morte di Ottone II, suo figlio Ottone III venne incoronato imperatore, che però morì già nel 1002 morì: il corteo funebre passò da Verona, attraversando l'Italia in rivolta.

## Verona nel Basso Medioevo

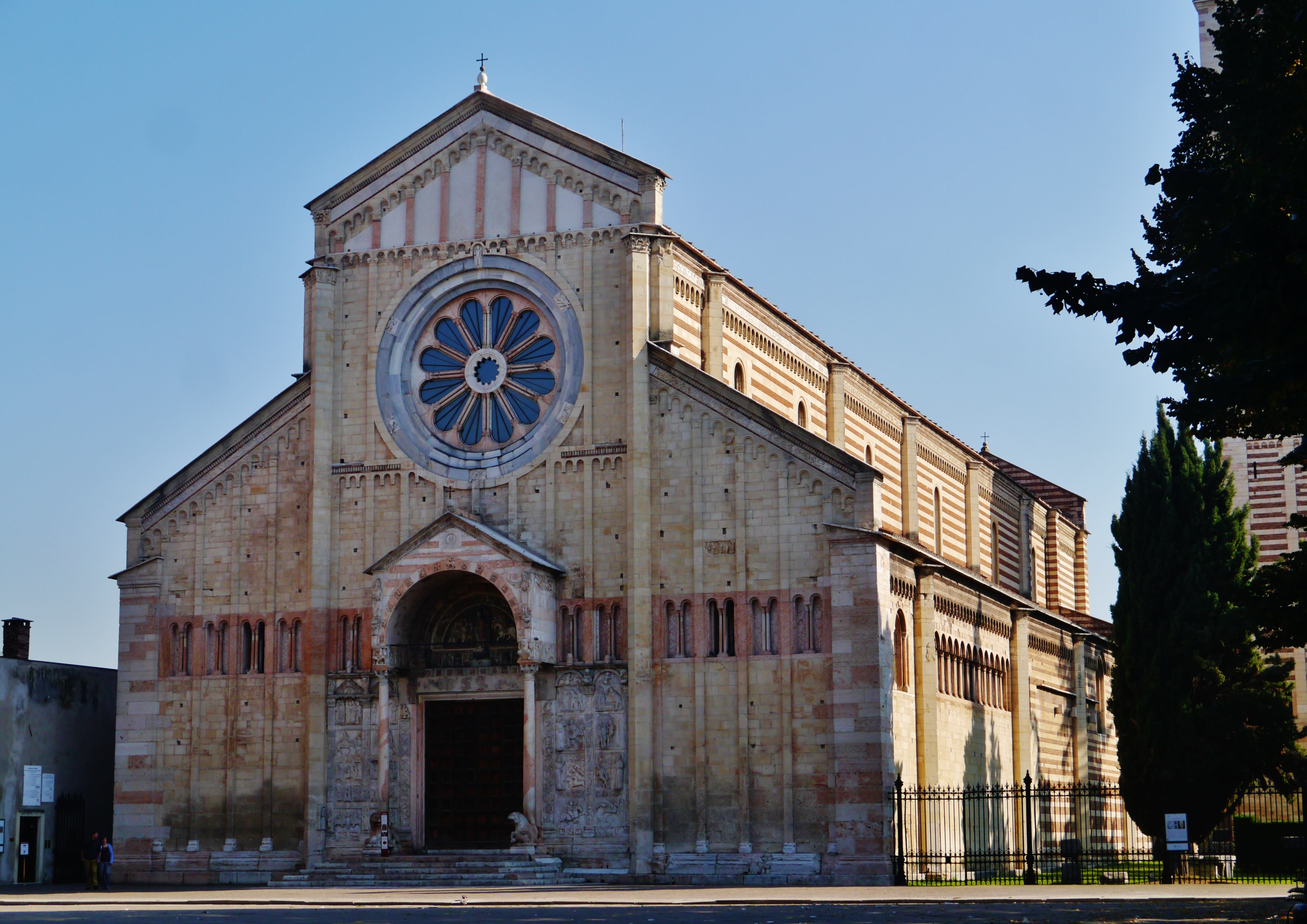
La basilica di San Zeno, capolavoro di architettura romanica. Venne edificata su di un precedente edificio gravemente danneggiato dal devastante terremoto del 3 gennaio 1117.

Alla morte di Ottone III nel 1002 alcuni feudatari si riunirono a Pavia, dove elessero re d'Italia Arduino d'Ivrea, il quale mosse guerra al vescovo di Verona Otberto: il vescovo venne sconfitto in battaglia, e stessa sorte toccò poi al duca di Carinzia Ottone, che deteneva il Marchesato di Verona. Otberto scappò in Germania per chiedere all'imperatore Enrico II di scendere in suo aiuto: egli si addentrò in Italia passando da un valico secondario, cogliendo così di sorpresa l'esercito nemico, che fuggì; Enrico II poté così entrare a Verona, dove venne accolto dai Canossa, e dopo una breve sosta partì alla volta di Pavia, dove venne incoronato. Enrico II successivamente scese in Italia altre tre volte (l'ultima, nel 1021, si fermò a Verona, dove tenne una dieta), e nel 1024 gli succedette Corrado II.
In quegli anni l'Italia settentrionale era sconvolta da numerose guerre, per cui Corrado II, dopo aver passato il Natale a Verona, decise di mettervi ordine tentando di pacificarla. Morto nel 1039, gli succedette Enrico III, che a Verona tenne la rivista del suo esercito, e vi scese una seconda volta per problemi privati con i Canossa (che a Verona miravano al potere). Nel 1046 Pietro Cadalo (futuro antipapa Onorio II) fondò, poco fuori dalle mura, il complesso abbaziale di San Giorgio in Braida dove si insediò una comunità monastica di benedettini.
La città fu fedele anche all'imperatore Enrico IV, che era impegnato nella lunga guerra per le investiture con il papato, mentre numerose città lombarde lo abbandonarono. Il 10 aprile 1090 organizzò in città un esercito composto per lo più di veronesi, con il quale attaccò Nogara e assediò (con successo) Mantova, mentre in una seconda battaglia a Monteveglio morì il figlio di Enrico IV, che fece seppellire nella basilica di San Zeno. Tra l'altro negli ultimi anni di soggiorno in Italia dell'imperatore, fu suo cancelliere il vescovo di Verona. Enrico IV tornò quindi in Germania nel 1097, ma la comunità veronese persistette nella sua ostilità nei confronti della riforma papale. Ciò portò a un fatto singolare: papa Pasquale II doveva andare in Germania seguendo la via più veloce, ovvero la val d'Adige, ma venne "male accolto" dai veronesi tanto da essere obbligato a cambiare strada, passando così dalla Francia.
Devastante per Verona fu il terremoto del 3 gennaio 1117, che fece cadere l'anello esterno dell'Arena, oltre a distruggere numerosi edifici religiosi e civili, dando però impulso a una stagione di intensa riedificazione; pochi anni dopo (1122) finì però la lotta per le investiture, con il concordato di Worms. Secondo lo storico Luigi Simeoni la popolazione di Verona in questo secolo doveva contare circa 10 000 abitanti ed era divisa in cinque quartieri, di cui quattro (Maggiore, Chiavica, Ferro, e Capitani) corrispondenti alle antiche regiones romane, mentre il quinto, detto "del Castello", era sorto oltre l'Adige.

### Verona comunale

Stemma della famiglia Sambonifacio, la quale ebbe un ruolo di primo piano nella vita politica della città

Nel 1125 Enrico V morì e il conte di Verona Sambonifacio divenne marchese e duca della città. Nel frattempo in Germania venne proclamato re Lotario, mentre andavano delineandosi due fazioni che in seguito sarebbero state chiamate dei guelfi e dei ghibellini: Verona fu particolarmente colpita dalla lotta tra queste due fazioni, anche perché nel contado si trovava una maggioranza guelfa (con massimi esponenti i Sambonifacio), mentre in città era prevalentemente la componente ghibellina (con numerosi esponenti, come i Montecchi, resi famosi dal dramma Romeo e Giulietta di Shakespeare).

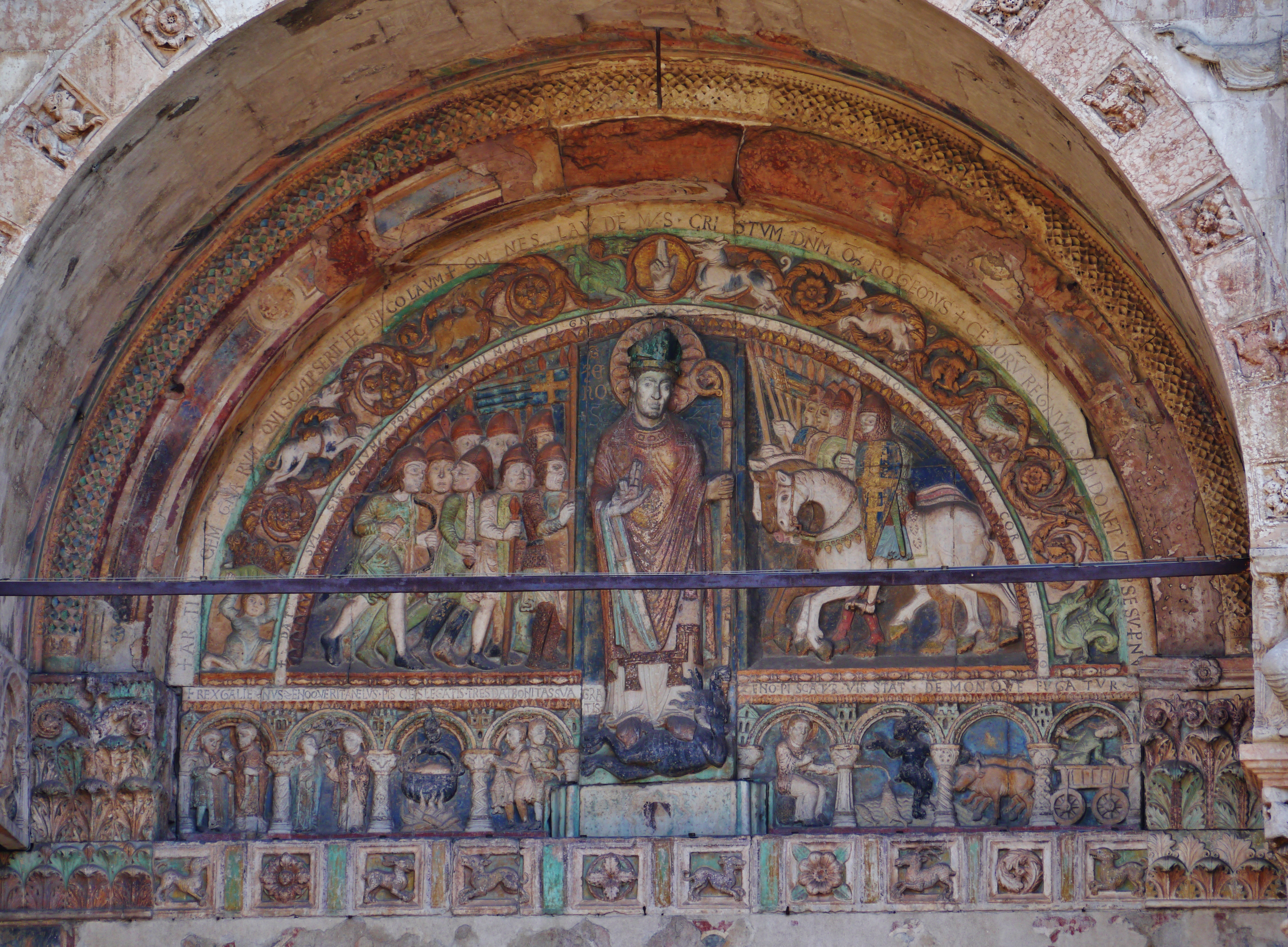
Raffigurazione della nascita del libero Comune di Verona, situato nella lunetta del portale d'ingresso alla basilica di San Zeno

I primi consoli del libero Comune, per l'esattezza tre, vennero eletti solo nel 1136, e in seguito furono aumentati a sei. Il passaggio a questo nuovo tipo di istituzione, con la scelta di san Zeno come patrono, è attestato da un bassorilievo sulla lunetta del protiro della basilica di San Zeno risalente al 1138, ove il santo compare al centro, quasi a sancire simbolicamente il patto tra i milites (l'aristocrazia feudale, rappresentata dai cavalieri alla destra) e i pedites (il popolo grasso, la borghesia nascente). Nella fase di transizione dal feudalesimo al Comune si creò un'oligarchia di una decina di famiglie (tra le quali i Sambonifacio e gli Ezzelini) che sancirono il loro potere nella fase comunale. Nel 1147 fu eletto console anche Balduino della Scala, uno degli antenati della famiglia scaligera, che avrebbero in seguito governato Verona per più di cento anni. Con la nascita del Comune si svilupparono all'interno della città lotte tra le varie famiglie, mentre la lotta politica non dilagò contro le città vicine: pare che gli scontri con Ferrara, Treviso e Padova furono infatti per motivi economici. Nel 1151 i consoli vennero sostituiti dal veronensium rector, rettore, a sua volta sostituito nel 1169 dal podestà, più propriamente "capitano e rettore di gastialdoni dei Mestieri e di tutto il popolo".

#### Federico Barbarossa e il Comune di Verona

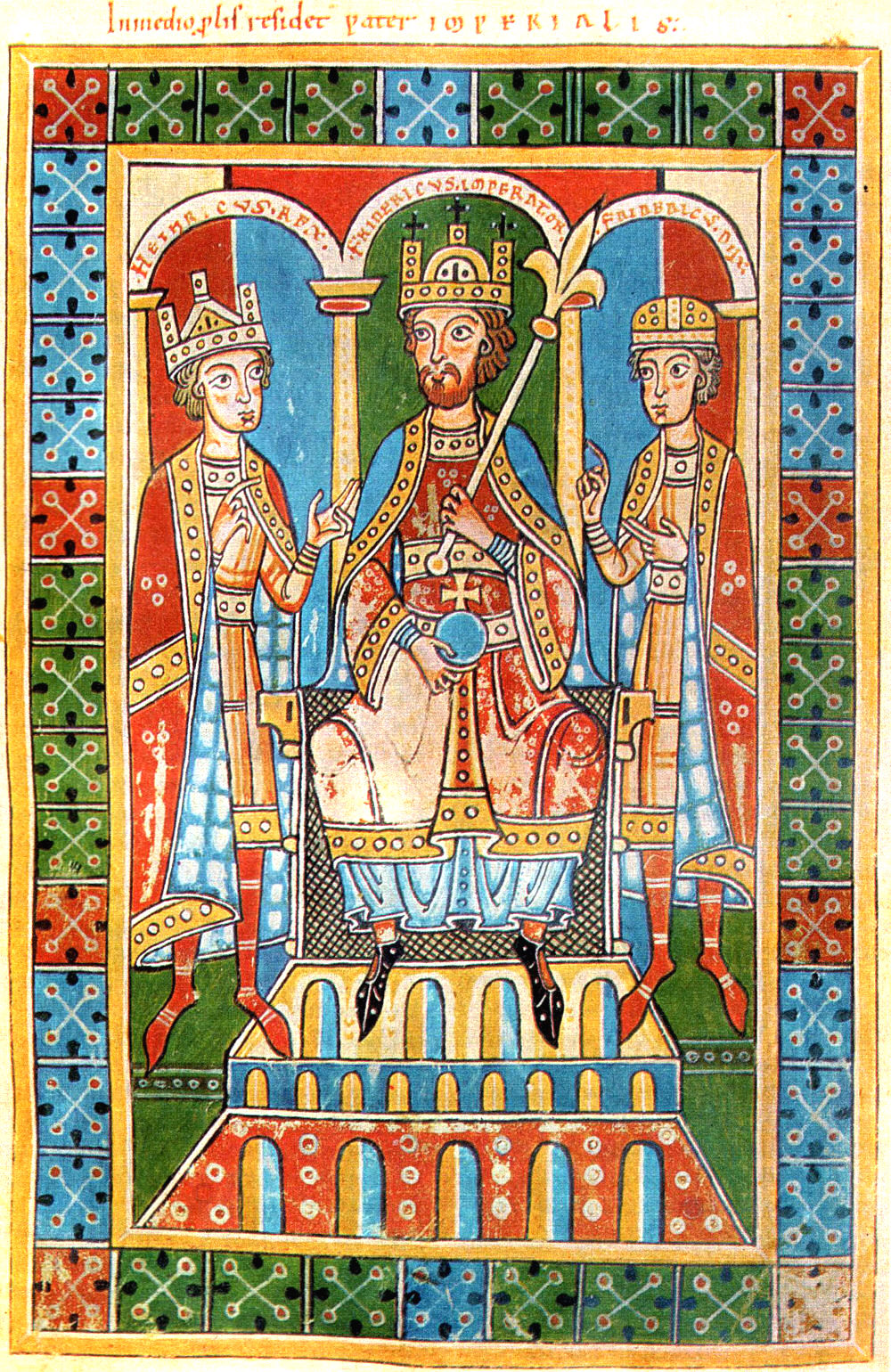
Miniatura dell'imperatore Federico I Barbarossa

Il 4 marzo 1152 salì al trono Federico I Hohenstaufen, detto "Barbarossa", che nel 1154 scese in Italia per muovere contro Milano. Nella sua politica di assoggettamento dei Comuni della penisola (che avevano usurpato alcuni poteri imperiali), distrusse castelli, paesi e intere città (come Asti, Tortona e Spoleto) in tutta Italia. Il suo esercito venne però colpito da una pestilenza, fu costretto quindi a tornare in Germania: dovette passare da Verona, dove fece costruire un ponte di barche per attraversare l'Adige, poco fuori dalle mura cittadine. Mentre l'esercito attraversava il ponte, questo fu distrutto da alcuni tronchi liberati da veronesi, così Barbarossa, infuriato, per ripicca fece tagliare il naso dei veronesi presenti tra le sue file, anche se innocenti. Nella sua risalita verso la Germania trovò un nuovo ostacolo a Rivoli Veronese, luogo dove ha l'inizio la val d'Adige: qualche centinaio di uomini diedero battaglia a Barbarossa, ma furono sconfitti e quindi uccisi (i più sfortunati impiccati) o mutilati. Barbarossa ritenne il Comune di Verona responsabile dei disagi, così lo obbligò a promettergli un aiuto militare in caso di una sua guerra contro Milano.
Nel 1157 Barbarossa preparò una nuova discesa: occupò subito Brescia dopodiché avanzò verso l'Adda, incontrando e sconfiggendo l'esercito milanese. A questo punto richiese l'aiuto delle città italiane, compresa Verona a cui ricordò l'obbligo, e riuscì così a reperire un esercito di 100 000 fanti e 10 000 cavalieri con cui assediò Milano. che fu obbligata a cedere dopo un mese.  Nel 1163 scese ancora in Italia e tenne una dieta a Lodi dove stabilì che le flotte di Genova e Pisa dovessero essere messe a sua disposizione nel caso di un attacco alla Sicilia, ma nel frattempo si formò una lega anti-imperiale formata da Verona, Venezia, Padova, Vicenza e Ferrara: la Lega Veronese, o più precisamente la Veronensis societas. Il Barbarossa giunse alle porte di Verona, sostando nei dintorni di Vigasio, dove aspettò che alcuni congiurati contattati all'interno della città aprissero le porte, ma nel frattempo l'esercito della Lega Veronese giunse nelle vicinanze dell'accampamento tedesco, così il Barbarossa decise di ritirarsi in Germania.

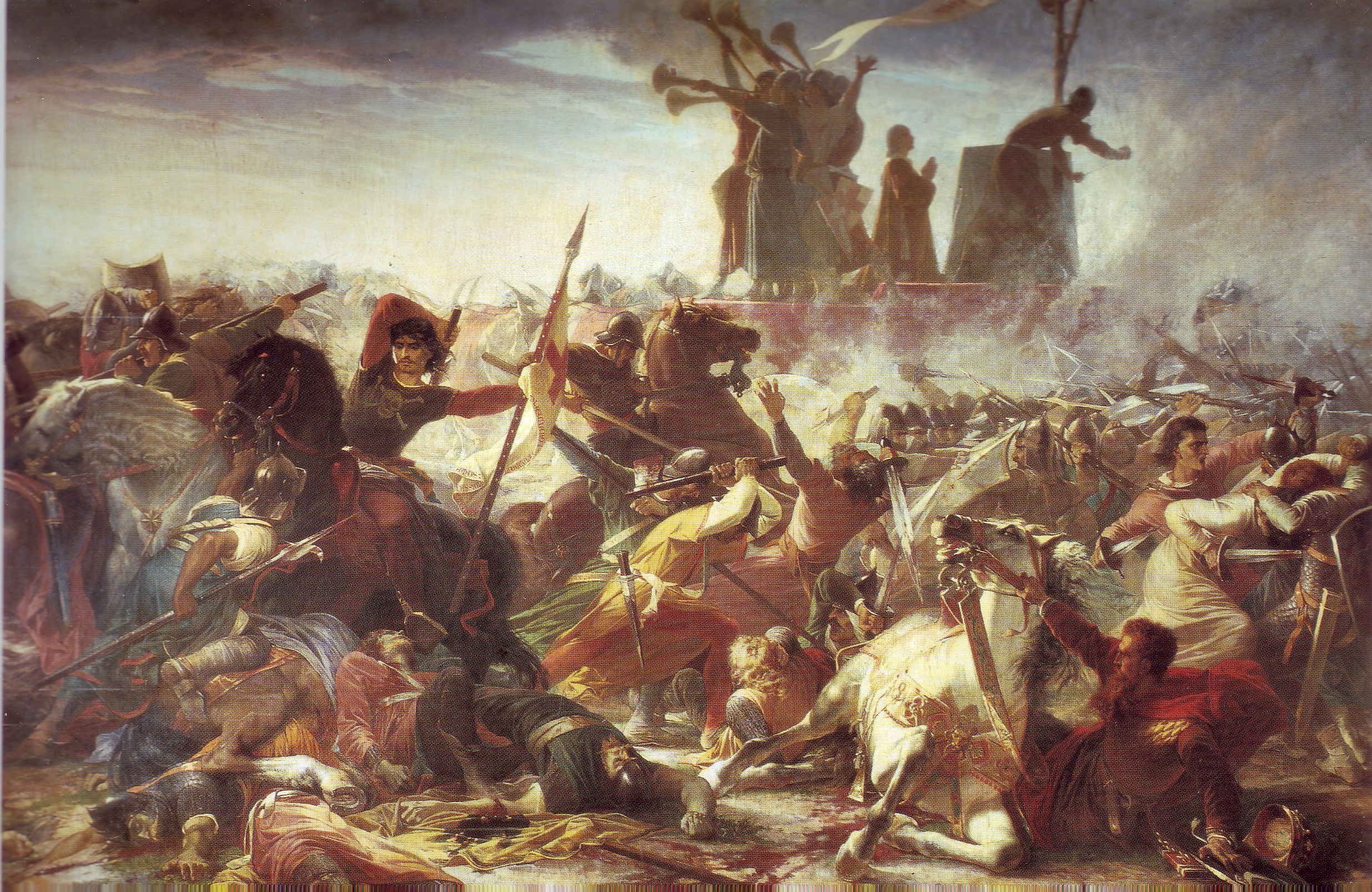
Raffigurazione di Amos Cassioli della battaglia di Legnano, a cui parteciparono trecento cavalieri veronesi

Al ritorno a Roma di papa Alessandro III, Barbarossa decise di intervenire nuovamente, per paura che il papa si alleasse con i Comuni: i veronesi riuscirono però a fermarlo alla Chiusa di Rivoli Veronese, l'imperatore fu quindi costretto a deviare e a transitare dalla Valcamonica, ma nel frattempo Cremona, Mantova, Brescia e Bergamo si allearono, mentre il mese successivo nacque la Lega Lombarda, formata da Milano, Ferrara, Lodi, Parma e Piacenza. Nel 1167 le due leghe (Veronese e Lombarda) si unirono formando la cosiddetta Concordia: a tale grande alleanza parteciparono Bergamo, Bologna, Brescia, Cremona, Ferrara, Lodi, Mantova, Milano, Modena, Novara, Padova, Piacenza, Reggio Emilia, Treviso, Venezia, Vercelli, Verona e Vicenza. Il Barbarossa nel frattempo era entrato a Roma dove venne nuovamente incoronato; poco dopo il suo esercito venne però colpito da una pestilenza e fu dunque obbligato a ritirarsi. Federico, alla quinta calata in Italia, tentò l'attacco alle città della Lega Lombarda: 12 000 soldati, tra cui erano presenti trecento cavalieri veronesi, vinsero la battaglia di Legnano contro i circa 4 000 uomini dell'imperatore, mentre la fanteria veronese e bresciana si trovava a difesa di Milano. L'imperatore sconfitto dopo lunghe trattative riconobbe le autonomie comunali (pace di Costanza, 1183). In questa occasione nacque il Carroccio di Verona, un carro riccamente addobbato con i simboli della città che veniva portato in processione in occasione delle grandi festività e custodito gelosamente nella basilica di San Zeno fino al 1583, quando alcuni ministri dell'abbazia lo usurparono e lo distrussero.

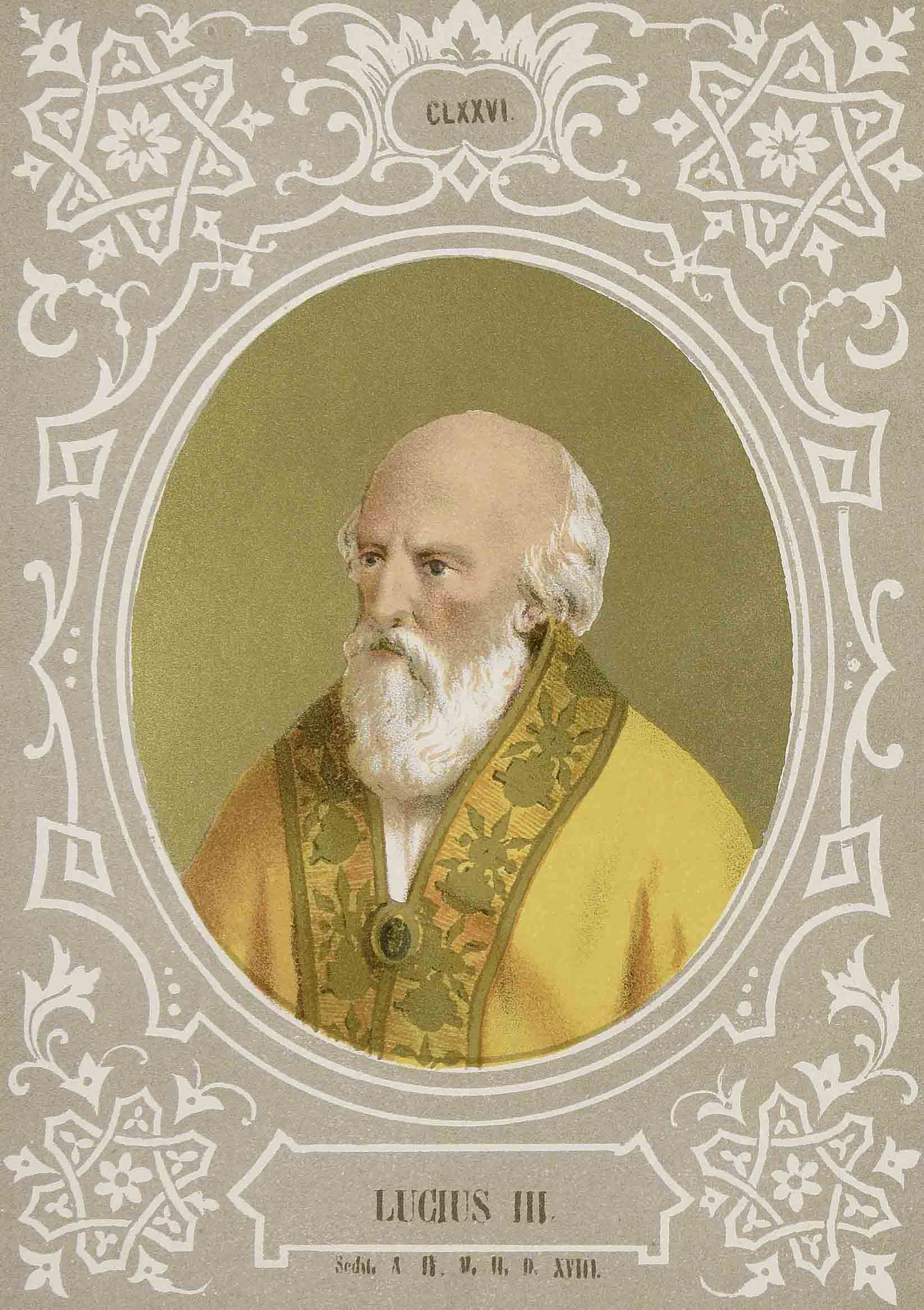
Rappresentazione ottocentesca di papa Lucio III, il quale trovò rifugio a Verona negli ultimi anni della sua vita

Nel marzo del 1182 scoppiarono a Roma delle rivolte contro il nuovo papa Lucio III, che cercò e trovò rifugio a Verona, dove venne ospitato presso il Vescovado. L'imperatore Barbarossa nel 1184 compì la sua sesta e ultima discesa in Italia e, per accattivarsi le simpatie delle città della Marca di Verona, diede alle città stesse numerosi privilegi. Nel frattempo si tenne nella città il Concilio Veronese, a cui partecipò l'imperatore che alloggiava presso l'abbazia di San Zeno, in cui vennero condannati Catari, Patarini, Valdesi e Arnaldisti. Nel 1185 Lucio III morì e venne sepolto nel Duomo di Verona, dove tutt'oggi riposa. Gli succedette Urbano III, che venne incoronato nella città, più precisamente a castel San Pietro, alla presenza dell'imperatore. Durante il suo soggiorno cercò anche di ripacificare i Montecchi e i Sambonifacio.
Nel 1188 Verona iniziò un conflitto con Ferrara, per lo più per questioni economiche e in particolare il commercio fluviale sul Po: in questa occasione riuscì a conquistare alcuni borghi nel Polesine, prima espansione dal punto di vista territoriale del Comune. Sempre in questo periodo un certo numero di soldati veronesi presero parte alle crociate, in particolare alla terza, durante la quale morì il Barbarossa, e si narra che presero parte all'assalto di Accone. Nel frattempo continuò la guerra con Ferrara, con Verona che si alleò con Mantova e riuscì a ottenere la costa orientale del lago di Garda e la Chiusa di Rivoli Veronese. Nel 1198 si concluse il conflitto, ma ben presto Mantova mosse guerra agli ex alleati veronesi: dopo una vittoria veronese si formarono due alleanze, una composta da Verona, Ferrara, Treviso e Vicenza, e l'altra da Mantova, Padova e Ravenna. Intanto, nel 1201, a Palermo veniva incoronato Federico II, nipote del Barbarossa, che in seguito risultò essere importante per le vicende della città.

#### Gli Ezzelini e l'inasprimento delle lotte tra guelfi e ghibellini

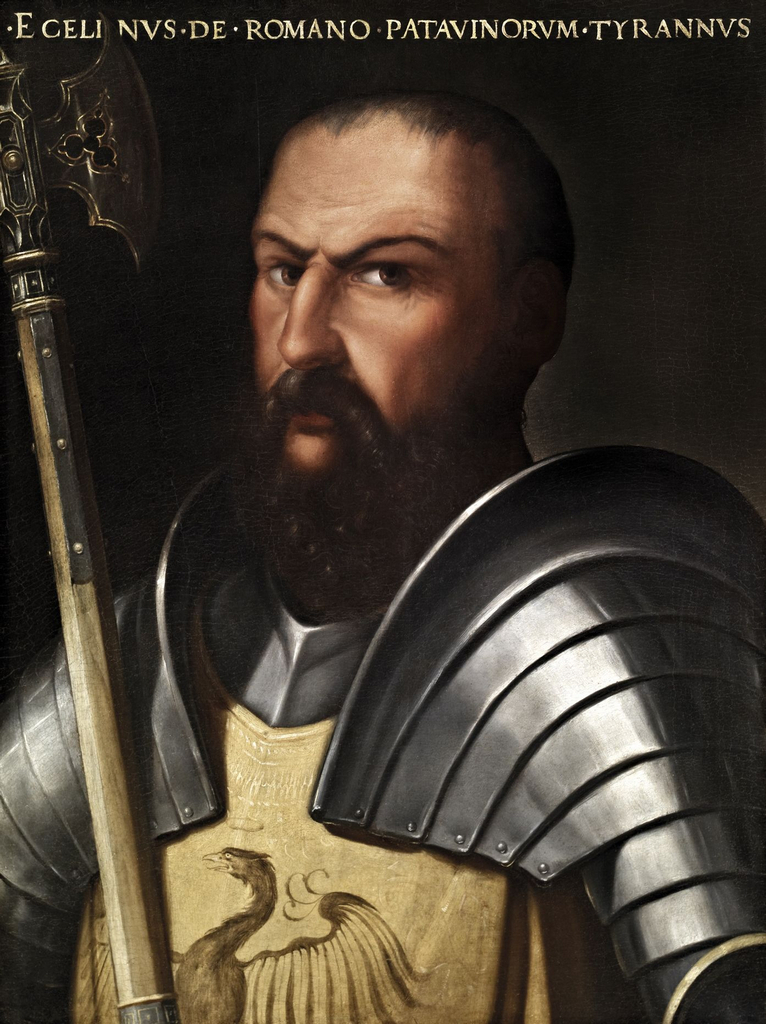
Ritratto cinquecentesco di Ezzelino III da Romano, opera di Cristofano dell'Altissimo

A partire dal 1200 la famiglia degli Ezzelini prese maggior potere, in un primo momento con Ezzelino II il Monaco, che divenne podestà, e successivamente con suo figlio Ezzelino III il Terribile. Nel 1206 il podestà di Verona Azzano d'Este cercò di eliminare dalla città, senza successo, le famiglie dei Montecchi e dei Sambonifacio, si alleò così con i guelfi del contado veronese, cui lasciò invadere la città e distruggere i palazzi delle famiglie ghibelline, ma una parte di loro riuscì a fuggire con l'aiuto di Ezzelino II. Quest'ultimo raccolse allora un esercito a Bassano e si diresse verso Verona: a sua volta Azzano radunò dei soldati, ma perse la battaglia e fu costretto a fuggire, mentre nella città veniva eletto podestà il ghibellino Oderico Visconti. Per festeggiare l'importante vittoria venne indetta la "festa del popolo" da cui ebbe origine la corsa del palio di Verona, di cui parla anche Dante nella Divina Commedia (Inferno XV, 122).
Nel 1223 Ezzelino III sposò Giglia di Sambonifacio, mentre sua sorella Cunizza da Romano sposò Rizzardo di Sambonifacio, legando apparentemente le due importanti famiglie. Nello stesso anno, tuttavia, il padre lasciò a Ezzelino III il potere su Verona, e a questo punto la discordia con i Sambonifacio divenne lotta aperta, tanto che, ripudiata la moglie, avanzò con un esercito verso la città facendo fuggire, dopo una breve resistenza, i guelfi. Allora numerosi capi guelfi si riunirono a Villafranca per istituire nuovamente la Lega Lombarda che fece però poco o nulla; nel frattempo, Ezzelino III fece scrivere il primo statuto veronese (l'originale si trova presso la Biblioteca Capitolare di Verona), che doveva essere fatto rispettare dal podestà.

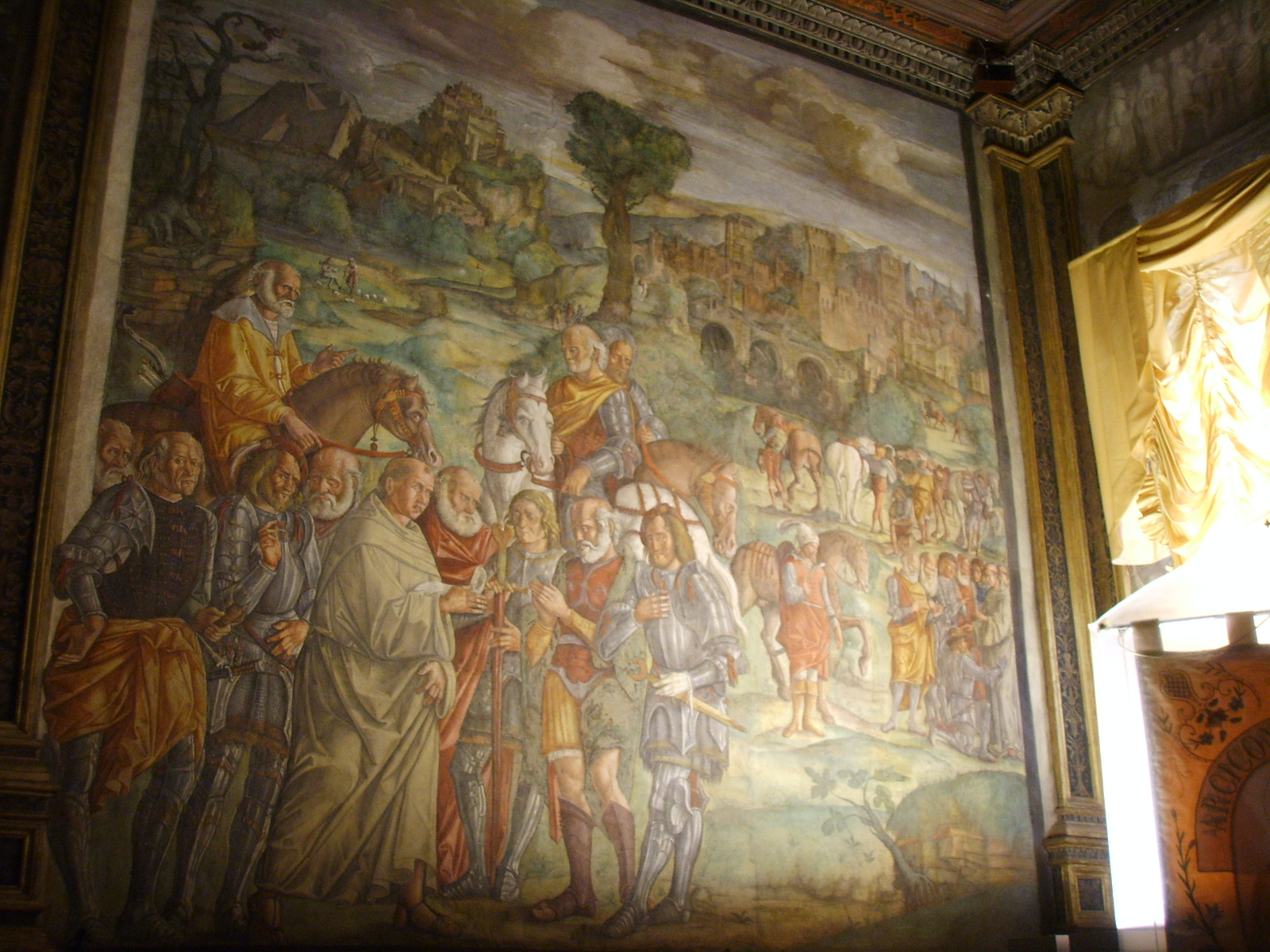
Affresco che rappresenta sant'Antonio di Padova affrontare Ezzelino III da Romano a Verona

All'inizio la reggenza ezzeliniana fu pacifica, ma, dopo voci insistenti di una congiura guelfa, fece imprigionare numerosi esponenti guelfi della città e addirittura sant'Antonio di Padova lo supplicò di rilasciare i Sambonifacio. I padovani cominciarono a compiere scorrerie nell'est veronese, così Ezzelino III chiese aiuto all'imperatore Federico II, che gli diede l'importante titolo di vicario imperiale in Italia: il podestà poté quindi avviare un grande numero di battaglie e saccheggi di città e castelli guelfi, che cercavano con fatica di tenergli testa. Il patto tra Ezzelino III da Romano e Federico II fu sancito dal matrimonio tra il despota veronese e Selvaggia, figlia di Federico II, celebrato nella basilica di San Zeno con presenti l'imperatore e il suo ministro, il famoso notaio Pier della Vigna, che soggiornarono nell'abbazia stessa.
Fra Giovanni da Schio cercò di pacificare le città del nord grazie alla sua notevole eloquenza, partendo da Bologna e spostandosi poi a Padova e in numerose altre città, divenendo celebre in breve tempo. Ultima meta del suo viaggio fu Verona: con migliaia di fedeli e soldati arrivò alle porte della città, dove propose un "trattato di pacificazione universale". Ezzelino III si mise allora in disparte, immaginando che presto sarebbero iniziate le discordie; e infatti fra Giovanni di Schio si fece ben presto dare poteri illimitati sia a Verona sia a Vicenza, dove si moltiplicarono gli arresti. In città cominciò a dare la caccia a eretici o presunti tali, mettendo al rogo in pochi giorni più di 60 uomini e donne. Fu allora che Vicenza insorse: fra Giovanni partì con un esercito ma venne respinto, mentre a sua volta si ribellava Verona, costringendolo a rifugiarsi a Bologna. In città poté quindi tornare al potere Ezzelino III, che nel 1239 mise al bando i maggiori esponenti delle famiglie guelfe veronesi. Anche i ghibellini (e in particolare i Montecchi) non erano felici della situazione che si stava generando, così Ezzelino riformò alcune leggi: allargò il consiglio creando il "Consiglio dei Cinquecento", formato dagli esponenti delle Arti, e diede a un Consiglio di quindici anziani le chiavi della città.

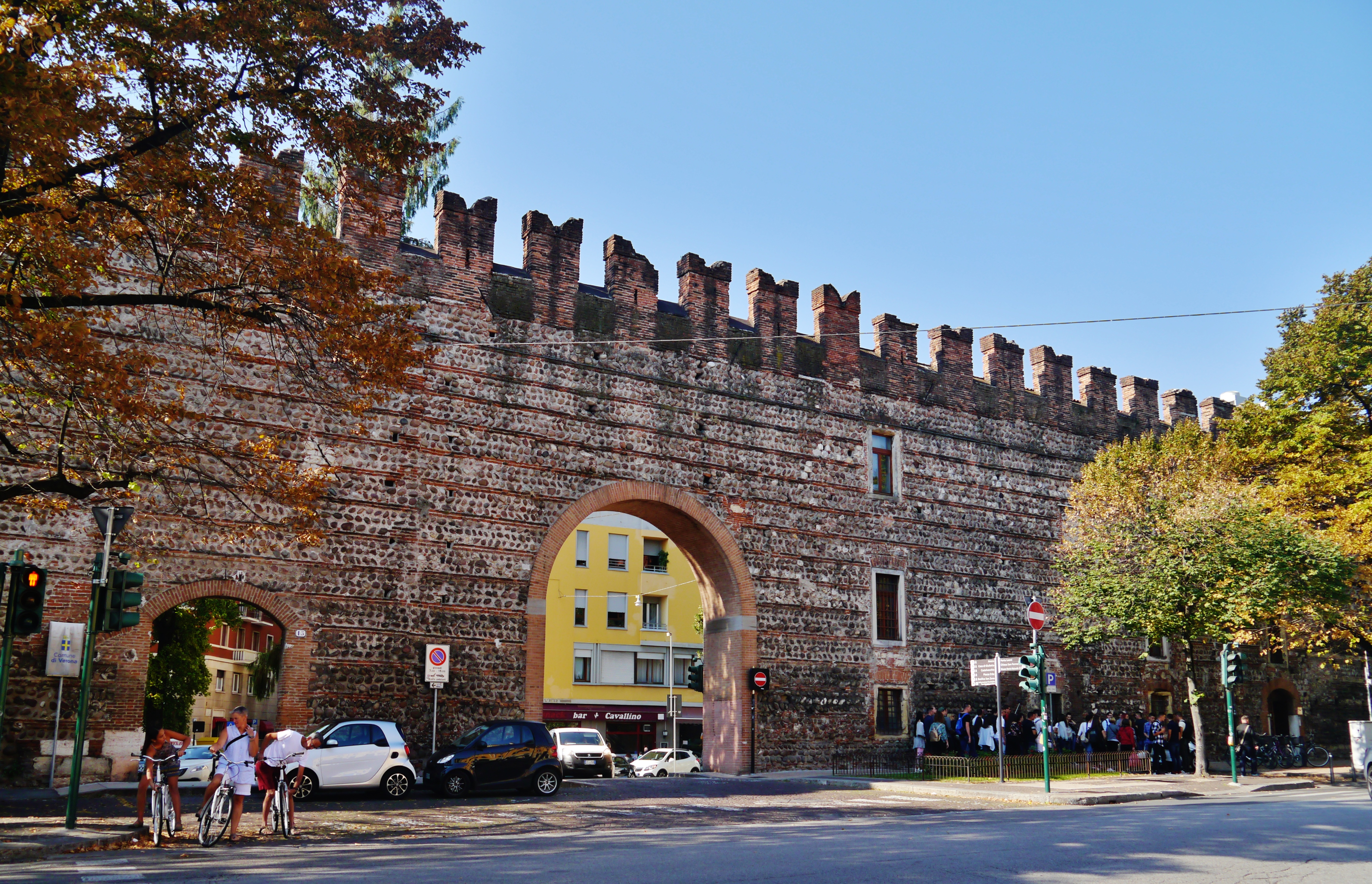
Le robuste mura comunali di Verona, fatte ricostruire da Ezzelino tra il 1240 e il 1250

Lo stesso Federico II cominciò a preoccuparsi della prepotenza di Ezzelino, tanto che nel 1245 tenne a Verona una dieta: Ezzelino fu più volte accusato di eresia dai vescovi partecipanti, e a questo punto anche i veronesi cominciarono ad accorgersi delle preoccupazioni che tormentavano l'imperatore. Ci furono così tumulti popolari contro l'imperatore, che fu costretto ad andarsene senza neanche concludere la dieta. Furioso, Ezzelino fece arrestare e torturare numerose persone, continuando nel frattempo l'espansione territoriale. A questo punto papa Alessandro IV promosse una crociata contro di lui. Quando Ezzelino venne a conoscenza del fatto che Padova (sua città natale) si era data spontaneamente al papato, sfogò la sua rabbia sul popolo veronese: la strage di Verona, iniziata il 25 giugno 1256, vide per ben otto giorni il massacro di numerosi cittadini, senza distinzione di età, sesso e importanza. Alcuni furono decapitati, altri impiccati, i più sfortunati messi al rogo o squartati, massacro che fu operato dalle truppe padovane ancora fedeli.
Il 29 settembre 1259 Ezzelino perse uno scontro sull'Adda, venne catturato e morì poco dopo. Alla sua morte Verona fu l'unica città sotto il suo dominio a non finire in mano ai guelfi: il podestà della città infatti, già dal 1258, era il ghibellino Mastino I della Scala.
Nonostante le guerre continue, questo fu un periodo felice per le lettere: i trovatori provenzali, esuli dalla Francia in seguito alla crociata papale contro gli albigesi, trovarono in città un asilo sicuro, da cui poté propagarsi la cultura dei minnesänger, i trovatori tedeschi.

### La Signoria scaligera

Lo stemma della famiglia scaligera, con una scala bianca, con quattro o cinque pioli, in campo rosso

A Verona la fazione ghibellina aveva ormai preso il sopravvento e, con Mastino della Scala, la città passò in forma non traumatica da Comune a Signoria: nel 1262 venne infatti nominato "Capitano generale perpetuo del popolo". Egli cercò subito di attenuare i contrasti civili e fece aiutare i villaggi devastati dalle numerose lotte che si erano susseguite in quegli anni. Già nel 1263 i guelfi attentarono alla sua vita, ma il complotto venne scoperto ancora prima che potesse essere messo in atto: i congiurati catturati furono condannati a morte, mentre quello che riuscirono a fuggire vennero aiutati dai Sambonifacio. Nel 1265 si ribellò Trento, che venne velocemente rioccupata, mentre poco dopo furono conquistati i castelli di Lonigo, Montecchio Maggiore e Montebello.
Due anni dopo scese in Italia l'imperatore Corradino di Svevia che lo scaligero, fedele alla dinastia sveva, sostenne militarmente, anche contro gli stessi ghibellini del rivale Manfredi di Svevia. L'intera città di Verona fu pertanto scomunicata dal pontefice: i guelfi ne approfittarono e insorsero a Mantova, dove però la città cadde in mano ai Bonacolsi, alleati degli Scaligeri. Quello stesso anno furono ritirate le scomuniche ma a un prezzo altissimo: Mastino dovette far catturate a Sirmione i circa 170 vescovi e preti catari presenti, che furono imprigionati. Mastino non se la sentì di ucciderli e infatti solo dopo la sua morte furono messi al rogo nell'Arena.
Con Mastino la città raggiunse un notevole stato di benessere, ma i guelfi tentarono ugualmente una congiura nel 1277, riuscendo in questo caso a uccidere Mastino e l'amico di famiglia, il Nogarola. Ai colpevoli che riuscirono a scappare venne proibito il ritorno, mentre le loro case furono rase al suolo. Gli successe allora il fratello Alberto, con cui si ebbe il definitivo passaggio da Comune a Signoria, grazie al grande favore che ottenne dal popolo: in soli dieci giorni gli vennero affidati ampi poteri.

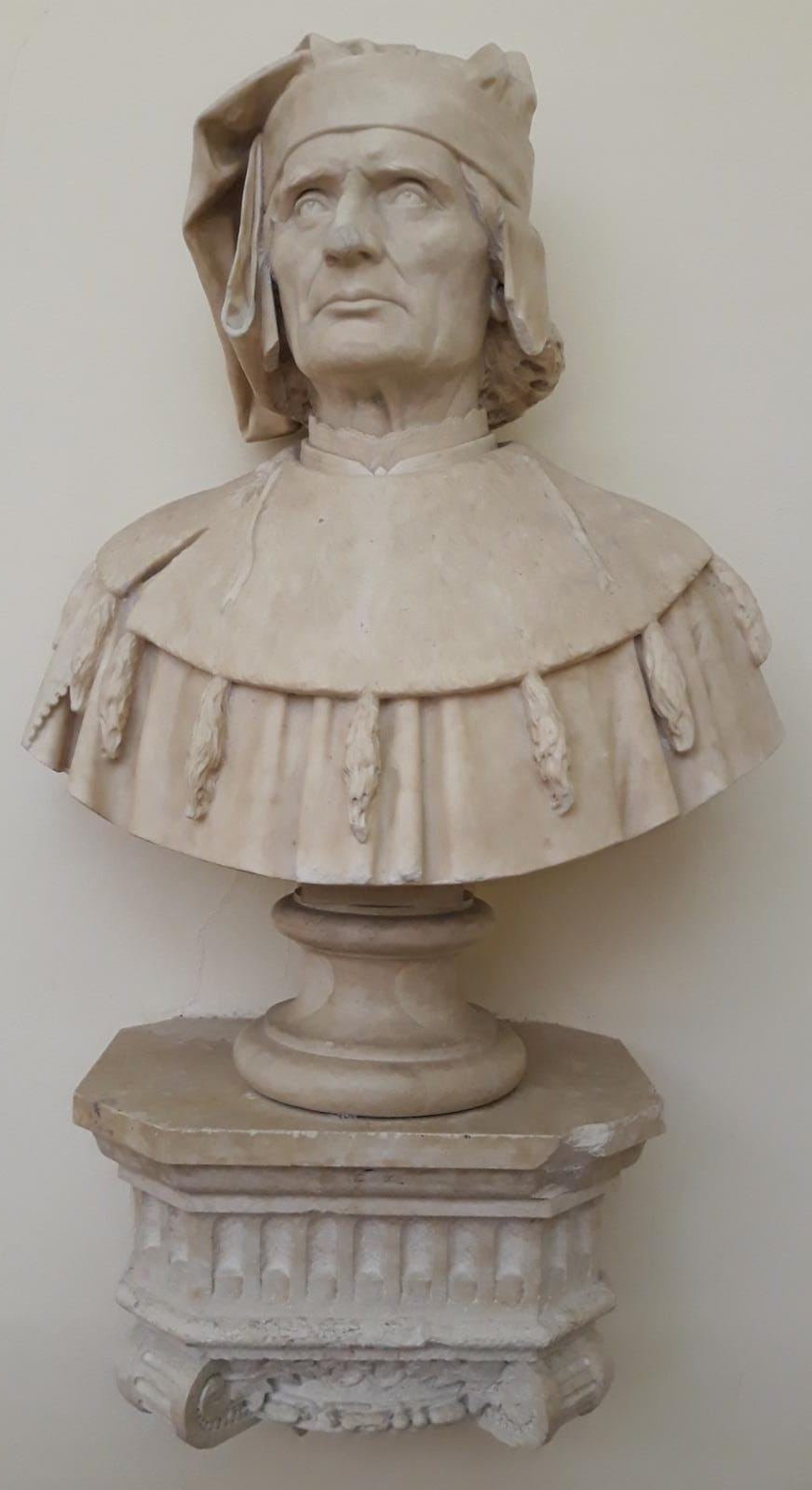
Busto di Alberto I della Scala presso la protomoteca della biblioteca civica di Verona

Alberto della Scala venne eletto podestà e fece redigere quello che venne poi chiamato "Statuto Albertino", che rivedeva l'ordinamento della città: vi era un "Consiglio Maggiore" costituito da 500 cittadini scelti dal podestà ogni anno, mentre i capi delle Arti formavano il "Consiglio dei Gastaldoni dei Mestieri"; ve ne erano poi di minore importanza, come il "Consiglio degli Anziani" e quello "degli LXXX". Egli fu inoltre abile nel sottoscrivere la pace con Brescia, Mantova e Padova, città guelfe in contrasto con il ghibellismo scaligero. Fu tra l'altro proprio in questo periodo che il vescovo di Verona permise ai Cimbri di stanziarsi nei territori semideserti della Lessinia. All'inizio degli anni novanta vennero occupate Este, Parma e Reggio, mentre nel 1297 Vicenza, insanguinata dalle lotte civili, si diede spontaneamente a Verona. Le conquiste continuarono nel 1299 quando, con i figli Alboino e Cangrande, Alberto si impadronì anche di Feltre, Cividale e Belluno.
Alberto I della Scala morì nel 1301 lasciando tre figli e la moglie, Verde di Salizzole, che morì nel 1306: primogenito Bartolomeo, secondogenito Alboino, terzogenito Cangrande. Assumeva il potere quindi il figlio primogenito, a cui Dante dedicò due terzine del canto XVII del Paradiso. Egli riuscì a impadronirsi di Riva e Arco nel Trentino, ma il 7 marzo 1304 morì senza figli e lasciò quindi il posto al fratello Alboino. Alboino volle al potere insieme a lui il giovane fratello Cangrande, col quale ottenne la riva bresciana del lago di Garda e vinse alcune battaglie contro Este, Brescia e Parma. Nel 1310 l'imperatore Enrico VII nominò entrambi vicari imperiali, ma Alboino presto morì e lasciò il potere al solo fratello.

#### Massima espansione e ricchezza della Signoria

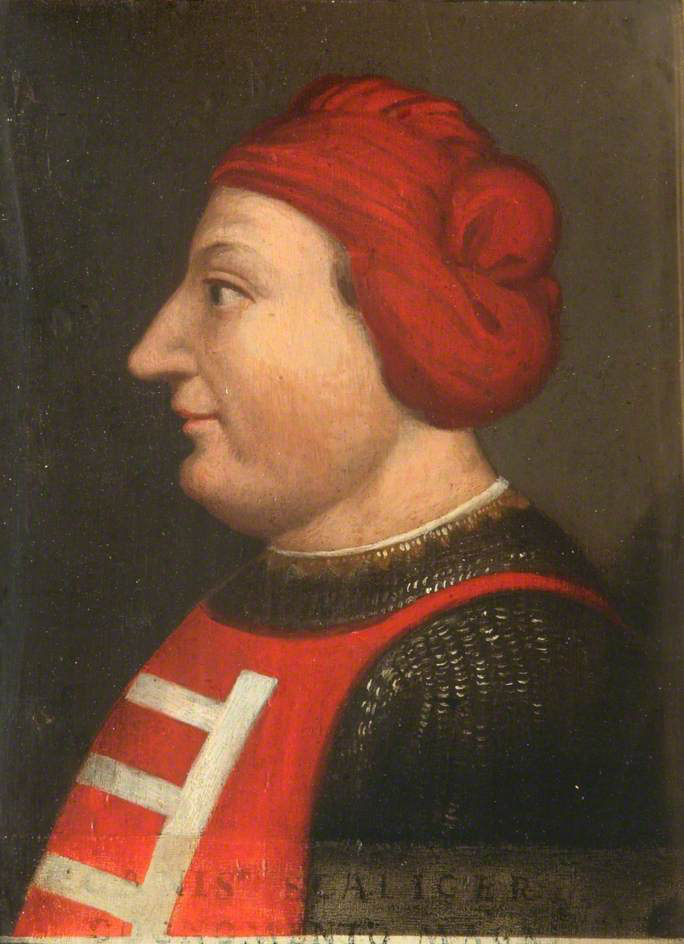
Ritratto settecentesco di Cangrande della Scala, grande condottiero e mecenate, tanto da diventare il personaggio più illustre della famiglia

Cangrande della Scala fu signore illuminato e rispettato, ospitò per il secondo periodo Dante, esiliato da Firenze, nella reggia fatta allestire apposta per i grandi rifugiati politici, gli scienziati, i poeti e gli artisti di talento che coprì generosamente di denaro e doni. A Cangrande egli dedicò una menzione d'onore nel canto XVII del Paradiso, dedicato al principe veronese: Dante sperava che questo regnante valoroso e potente potesse realizzare l'unificazione italiana dal poeta vagheggiata.
Fu allora che Padova fece lega con i Sambonifacio, Treviso e Aquileia, che firmarono una pace nel 1314. Già l'anno successivo, però, Padova invase Vicenza: Cangrande allora partì alla volta della città con un contingente di cavalieri, dove mise in fuga il nemico e catturò il Carrara. Il prigioniero venne trattato come un ospite sino alla pace del 1315. Nel 1318, a Soncino, Cangrande venne addirittura nominato generale della Lega Ghibellina. Nel 1325 venne però colpito da una grave malattia e si sparse la voce che fosse morto: Federico della Scala, conte della Valpolicella, si fece eleggere principe, ma alla sua guarigione Cangrande bandì lui e la sua famiglia, oltre alle altre famiglie che parteciparono al complotto (compresi i Montecchi).

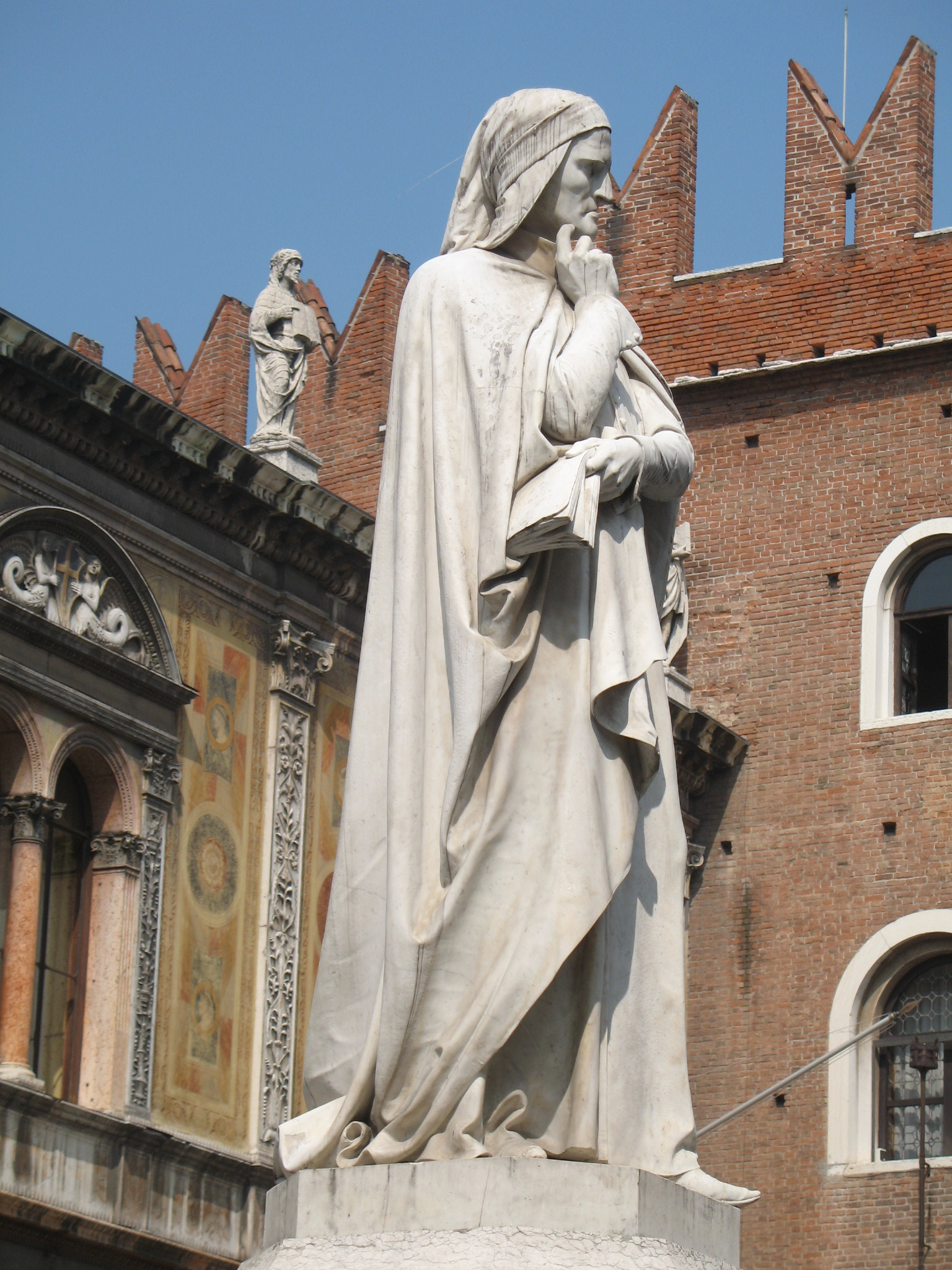
La statua di Dante in piazza dei Signori a Verona. Il Sommo Poeta passò diversi anni della sua vita alla corte degli Scaligeri

Nel 1328 un legato pontificio indisse una crociata contro di lui (con un'accusa di eresia), a cui risposero numerose città guelfe che vennero però sconfitte. Cangrande riuscì quindi a consolidare il dominio di Padova e mise d'assedio Treviso, che poco dopo si arrese: divenne quindi signore di Verona, Vicenza, Padova, Treviso, Belluno, Feltre, Monselice, Bassano, oltre che vicario imperiale di Mantova e capo ghibellino italiano. Cangrande però morì a soli 38 anni, battuto da una malattia presa bevendo da una fonte fredda. La prematura e inaspettata morte di Cangrande della Scala lasciò la Signoria senza discendenti diretti (ebbe solo figlie femmine, oltre che maschi illegittimi), per cui il potere venne preso dal nipote Mastino II della Scala che allargò i confini del principato fino a Pontremoli e sul mar Tirreno.
Nel 1328 i figli illegittimi di Cangrande tentarono una congiura per uccidere i figli di Alboino della Scala (Alberto II e Mastino II), ma vennero scoperti e imprigionati. Mastino II l'8 agosto 1331 venne eletto "Capitan Generale" della lega formata, oltre che da Verona, dagli Estensi, dai Gonzaga e dai Visconti (in seguito si unì anche Firenze), per difendersi dalla discesa del re di Boemia (sollecitato dal papa), che aveva già conquistato alcune città lombarde. Mastino II, a capo dell'esercito, corse in soccorso di Ferrara (posta d'assedio): vinse la battaglia e al suo ritorno a Verona venne acclamato dalla popolazione. Sottomise successivamente Bergamo, data agli alleati, Brescia, Parma, Lucca, Massa e Pontremoli, annessi alla Signoria scaligera.

#### Decadenza della Signoria

Domini scaligeri nel momento di massima espansione (1336)

I due fratelli, mal consigliati, finirono per infastidire la Repubblica di Venezia che, spaventata dalla spinta verso Chioggia di Verona, diede vita a una Lega antiscaligera con Firenze, cui si unirono, nel 1337, anche Milano, Mantova ed Este. La guerra ebbe conseguenze disastrose per la signoria scaligera, vedendo addirittura Alberto II fatto prigioniero. Con la pace del 1339, che coinvolse l'imperatore Ludovico il Bavaro e vide una gestione di pace separata con i diversi contendenti, Mastino II riuscì a salvare la Signoria e il fratello a costo di un forte ridimensionamento territoriale: rimasero solo Verona, Vicenza, Parma (persa successivamente a favore di Azzo da Correggio) e Lucca (separata dal territorio, indifendibile e pertanto venduta a Firenze).
Si creò con Mastino II una situazione ambivalente, in cui la città sconfitta, sotto il peso di costi altissimi per il ridimensionamento territoriale e nuovamente divisa da discordie fra le famiglie influenti, mantenne a lungo la fama di città-rifugio dei numerosi esuli delle lotte fratricide tra italiani. Per via delle parentele con l'imperatore Ludovico, Verona divenne una sorta di protettorato: furono tempi in cui gli Scaligeri avevano meno potere rispetto al periodo precedente ma, nonostante ciò, ebbero la forza di commissionare e finanziare i monumenti che più li ricordano: Castelvecchio, il ponte scaligero e le arche scaligere, che ne custodiscono i resti.

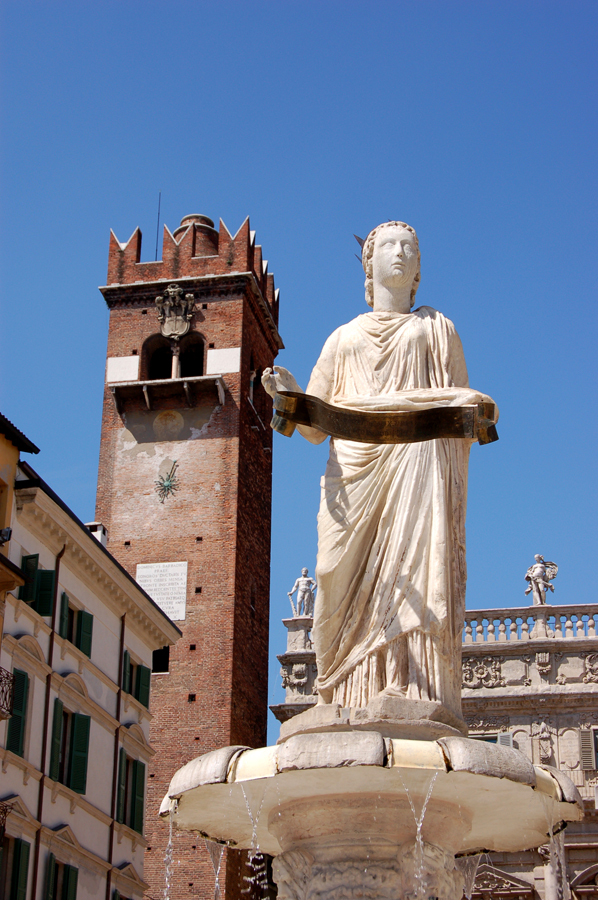
Due simboli della Verona scaligera: in primo piano la statua di "Madonna Verona", scultura romana reimpiegata in una fontana fatta realizzare da Cansignorio, e sullo sfondo la torre del Gardello

Mastino II morì nel 1351 e la Signoria passò ai figli Cangrande II, Cansignorio e Paolo Alboino, mentre Alberto II si ritirò a vita privata e morì poco dopo. Il primo, detto "Can rabbioso", fu il vero e proprio governante della città. Egli si comportò come alcuni dittatori moderni, ammassando ricchezze fuori Verona per i figli illegittimi, impoverendola e alimentando scontri interni fino alla sua morte nel 1359 per mano del fratello Cansignorio. Quest'ultimo governò invece in relativa pace e abbellì Verona al punto che venne soprannominata "Marmorina" per l'abbondanza di antichi marmi e statue romane, fece realizzare inoltre un nuovo ponte in muratura sull'Adige, il ponte Navi, e pose il primo orologio su una torre in Italia, la torre del Gardello, mosso con meccanismi ad acqua.
Prima della sua morte, nel 1375, ordinò la morte del fratello Paolo Alboino al fine di garantire la successione ai figli illegittimi Bartolomeo II e Antonio, allora non ancora maggiorenni. I due giovani principi entrarono però in una sorta di protettorato dei Visconti, che approfittarono della debolezza politica del momento e del forte indebitamento in cui era caduta la città. Bernabò Visconti attaccò Verona reclamando l'eredità per la moglie Regina della Scala, sorella di Cansignorio, ma i veronesi li costrinsero alla fuga a seguito di una sortita. Per altri sei anni la città rimase in mano agli Scaligeri, durante i quali Antonio fece uccidere il fratello per poter governare da solo: egli fece incolpare di questo crimine i Malaspina, i Nogarola (da sempre amici di famiglia) e i Bevilacqua, che riuscirono a trovar rifugio a Milano. Essi incitarono i Visconti a portare guerra ad Antonio, si formò così una lega tra Visconti, Carraresi, Estensi e Gonzaga, che segnò la fine della Signoria scaligera: l'esercito veronese combatté due grandi battaglie, prima della sconfitta definitiva nella battaglia di Castagnaro. Ebbe così fine l'indipendenza di Verona e Antonio della Scala si ritirò a Venezia; morì nel 1388 a Tredozio, da dove era partito con un piccolo esercito alla volta di Verona.

### Il breve dominio visconteo e carrarese
Il dominio visconteo iniziò il 20 ottobre 1388, fu rigido e inutilmente i veronesi tentarono di opporsi, poiché le ribellioni furono domate nel sangue. Gian Galeazzo Visconti si curò quasi solamente di rafforzare le difese murarie della città contro la crescente potenza di Venezia. Ristrutturò quindi le mura, eresse i castelli di San Pietro e San Felice e costruì una Cittadella militare all'interno della città; quest'ultima era una fortezza di forma pressoché quadrata protetta da una profonda fossa e da mura, da cui ancora oggi prende il nome il quartiere cittadino. Contro questo complesso di fortificazioni s'infranse la rivolta tentata nel 1390 dalla popolazione, poiché le truppe viscontee, prese di sorpresa, vi si ritirarono. Con l'arrivo dei rinforzi seguirono però tre giorni di saccheggi, dal 25 al 27 giugno. Nell'anno 1393 Gian Galeazzo ordinò una revisione degli Statuti, con la quale venne soppressa la milizia comunale.
Con la morte di Gian Galeazzo Visconti nel 1402, la Signoria viscontea cadde anche a Verona, dove Francesco II da Carrara fece credere ai cittadini veronesi di voler aiutare a mettere a capo della città Guglielmo della Scala, figlio di Cangrande II. Egli fu in effetti aiutato a entrare in città, dove venne proclamato signore dal popolo entusiasta; poche ore dopo, però, Guglielmo morì, avvelenato dallo stesso carrarese. Poco dopo che i figli di Guglielmo furono proclamati signori dai cittadini, il carrarese li fece arrestare e s'impadronì del potere, gesto che però contribuì a fargli perdere in breve tempo la Signoria. Venezia infatti, approfittando del malcontento dei veronesi e dei disordini che proseguivano all'interno della città, inviò il suo esercito che, aiutato in parte dal popolo, riuscì a entrare a Verona e metter in fuga il Carrara.

## Verona veneziana

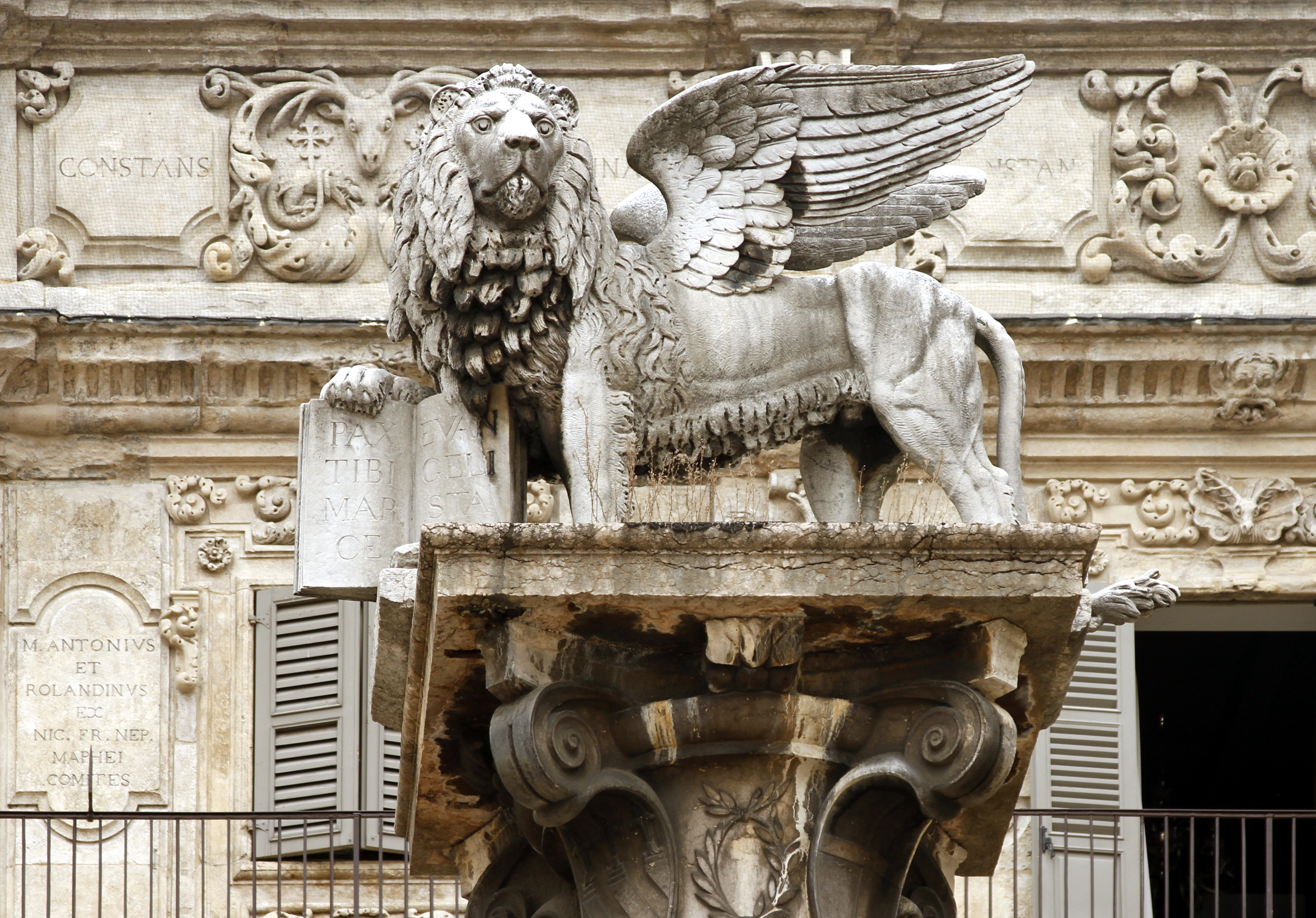
Le insegne della Serenissima poste in cima a una colonna in piazza delle Erbe

Il 24 giugno 1405 i cittadini veronesi inviarono una delegazione composta da quaranta persone a Venezia, affinché portassero al Doge le insegne della città e giurassero fedeltà alla Repubblica di Venezia. Il procuratore Gabriele Emo ebbe in consegna le chiavi e il sigillo della città, mentre gli stendardi del comune vennero posti in piazza San Marco dal doge Michele Steno. A Verona, nel frattempo, il carroccio fu fatto sfilare trionfalmente per le vie della città, con issato il vessillo della Serenissima. Il 16 luglio i privilegi della città furono sanciti dalla "bolla d'oro": da quel momento la città veniva retta da due veneti: il podestà, con funzioni civili, e il capitano, con funzioni militari.
Nonostante l'entusiasmo che aveva contagiato la città, quando la popolazione venne a sapere che Brunoro della Scala stava preparando un esercito per riconquistare la città, la popolazione tentò una ribellione a favore dello scaligero: questa venne però facilmente repressa e non fu possibile per Brunoro penetrare nelle mura (durante la sua vita tentò varie volte di riappropriarsi del potere a Verona, ma sempre senza successo). Ciò indicava l'attaccamento e la dedizione che la città aveva per la dinastia scaligera.

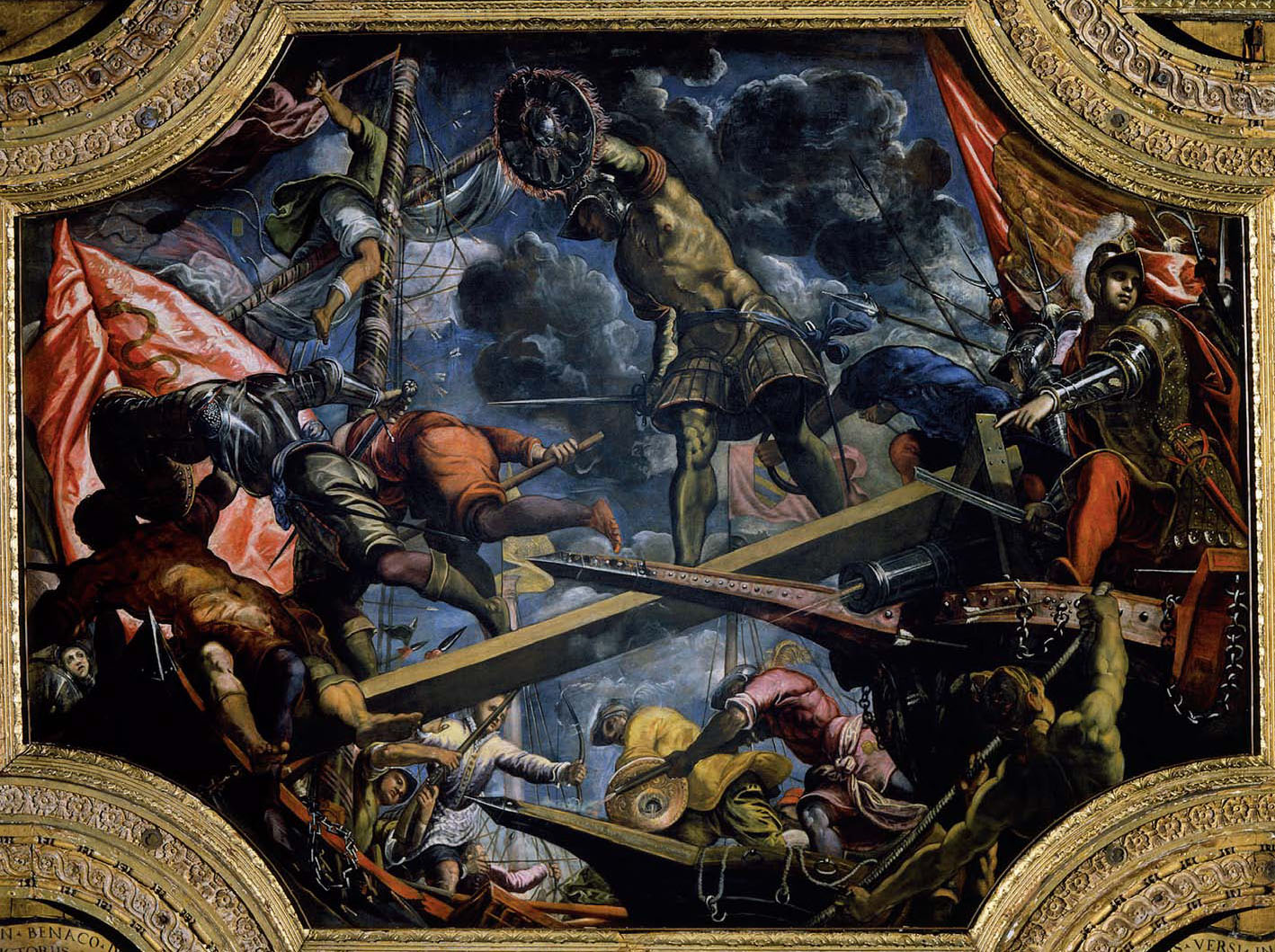
Il dipinto del Tintoretto raffigurante la battaglia sul lago di Garda, a seguito dell'impresa delle galeas per montes

La guerra tornò a insanguinare le campagne veronesi nel 1438, per via della guerra tra Venezia e Milano: un evento eccezionale che interessò Verona fu il passaggio di una flotta composta da sei galere e venticinque navi. Questa flotta risalì l'Adige e giunse fin quasi a Rovereto, per venire poi trasportata sino al lago di Garda via terra scavalcando la dorsale del monte Baldo attraverso il valico di Loppio, trainata da 2 000 buoi; il viaggio durò quindici giorni ed è conosciuto come l'impresa delle galeas per montes. La flotta venne utilizzata nel lago per contrastare quella milanese, ed ebbe il suo maggior successo in una battaglia presso Riva del Garda, che costrinse la città a capitolare.
Il 16 novembre venne presa d'assalto Verona: furono scalate le mura della Cittadella e sfondate le porte d'accesso alla città, quindi i soldati milanesi si diedero al saccheggio, mentre il podestà e il capitano trovavano rifugio in castel San Pietro e castel San Felice. Da lì essi chiesero soccorso a Venezia, e le truppe arrivarono in quattro giorni: queste entrarono a nord da castel San Felice e riuscirono a mettere in fuga la milizia nemica, che si accalcò presso il ponte Nuovo, in cerca di una via di fuga. Il ponte a quel tempo era però di legno e non riuscì a sostenere il peso dei soldati: crollò e molti affogarono nelle acque dell'Adige, mentre ben 2 000 vennero catturati. La città tornò quindi completamente libera il 20 novembre 1439, e con la pace stipulata Peschiera e Legnago tornavano a far parte della provincia veronese.
Il primo secolo veneziano a Verona fu ricco di costruzioni di chiese e monumenti, la presenza del monaco Giovanni da Verona e degli olivetani di Santa Maria in Organo portò la stampa a Verona, che da quel momento entra di forza nella storia locale. Con la fine della guerra, inoltre, la città godette di un lungo periodo di pace, che si perpetuò sino al 1501, quando la Serenissima venne attaccata dalle potenze della lega di Cambrai.

### La lega anti-veneta

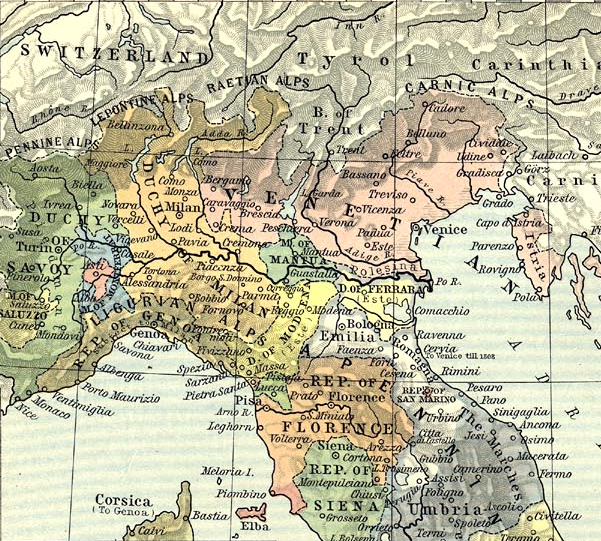
L'Italia settentrionale nel 1494, pochi anni prima dell'inizio della guerra della Lega di Cambrai

All'inizio del XVI secolo Venezia cominciò a pensare alla creazione di uno Stato italiano e per questo il pontefice, i sovrani italiani ed europei si unirono nella Lega di Cambrai, con lo scopo di togliere a Venezia il dominio della Terraferma. Nel 1508 i veneziani si diedero alla fortificazione delle città, visto che era orma scoppiata la cosiddetta guerra della Lega di Cambrai, subendo inizialmente una serie di sconfitte che li portò a una ritirata generale verso Verona. La città però non aprì le porte all'esercito veneziano, conscia del fatto che, se avesse dato ospizio alle truppe, sarebbe stata assediata dall'esercito nemico; l'esercito veneto dovette quindi attraversare l'Adige su un ponte di barche. I rappresentanti della Repubblica di Venezia capirono la situazione, così il 31 marzo 1509 sciolsero il giuramento di fedeltà che legava Verona in modo da salvare la città, e richiamò l'esercito a difesa di Venezia.
I veronesi decisero di mandare degli ambasciatori al re di Francia, che entrò trionfalmente in città. In tal occasione i veronesi scoprirono che la città sarebbe stata destinata all'imperatore Massimiliano I, che voleva farne la capitale di un futuro Regno d'Italia. Fluirono a presidio della città truppe francesi e spagnole (da cui prese il nome il futuro bastione di Spagna), che commisero violenze e ruberie ai danni della popolazione. Intanto la flotta del lago di Garda, ormai vetusta, venne disarmata, mentre le uniche tre galere ancora utilizzabili e armate furono fatte uscire dal porto di Lazise e affondate (ancora oggi sono meta dei sommozzatori).

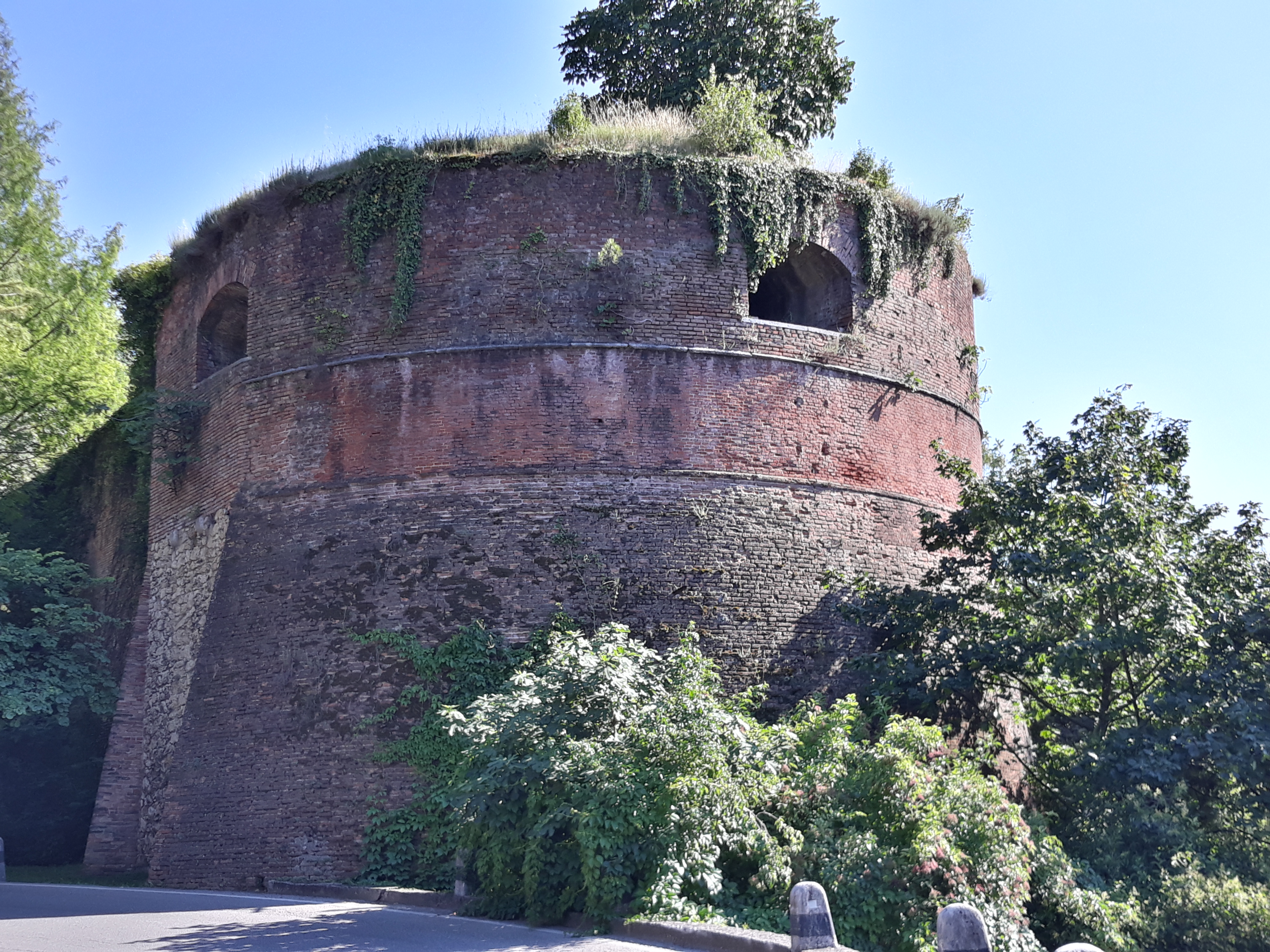
La rondella della Baccola, parte della cortina difensiva veneta ideata da Michele Sanmicheli

Nell'aprile del 1510 venne scoperto a Verona un complotto ai danni delle truppe imperiali, e come ripicca vennero arrestate e giustiziate numerose persone. La città ebbe inoltre 13 000 morti nella peste del 1511-1512 (la popolazione in un anno scese da 38 000 a 25 000 abitanti circa). Vi fu però la riconciliazione tra il papato e Venezia, per cui i francesi si schierarono con la Serenissima: riuscirono così ad assediare Verona, che era però ben difesa. Alla fine del 1516, dopo un duro assedio veneziano, l'imperatore, a seguito del trattato di Bruxelles del 3 dicembre, iniziò un "giro di valzer": regalò Verona al nipote Carlo V di Spagna, Carlo V la cedette ai francesi i quali dopo un anno, con lo scioglimento della lega di Cambrai, la restituirono ai veneziani. I veneziani, consapevoli della sopravvenuta inadeguatezza delle difese di Verona di fronte allo sviluppo delle nuove armi da fuoco, cominciarono un'opera di fortificazione in linea coi tempi e fecero di nuovo diventare Verona una città militare, la più importante fra quelle di terra, che assorbiva circa la metà delle sue truppe non di mare. I lavori di realizzazione della nuova cinta difensiva furono affidati all'architetto Michele Sanmicheli.

### Tre secoli senza guerre

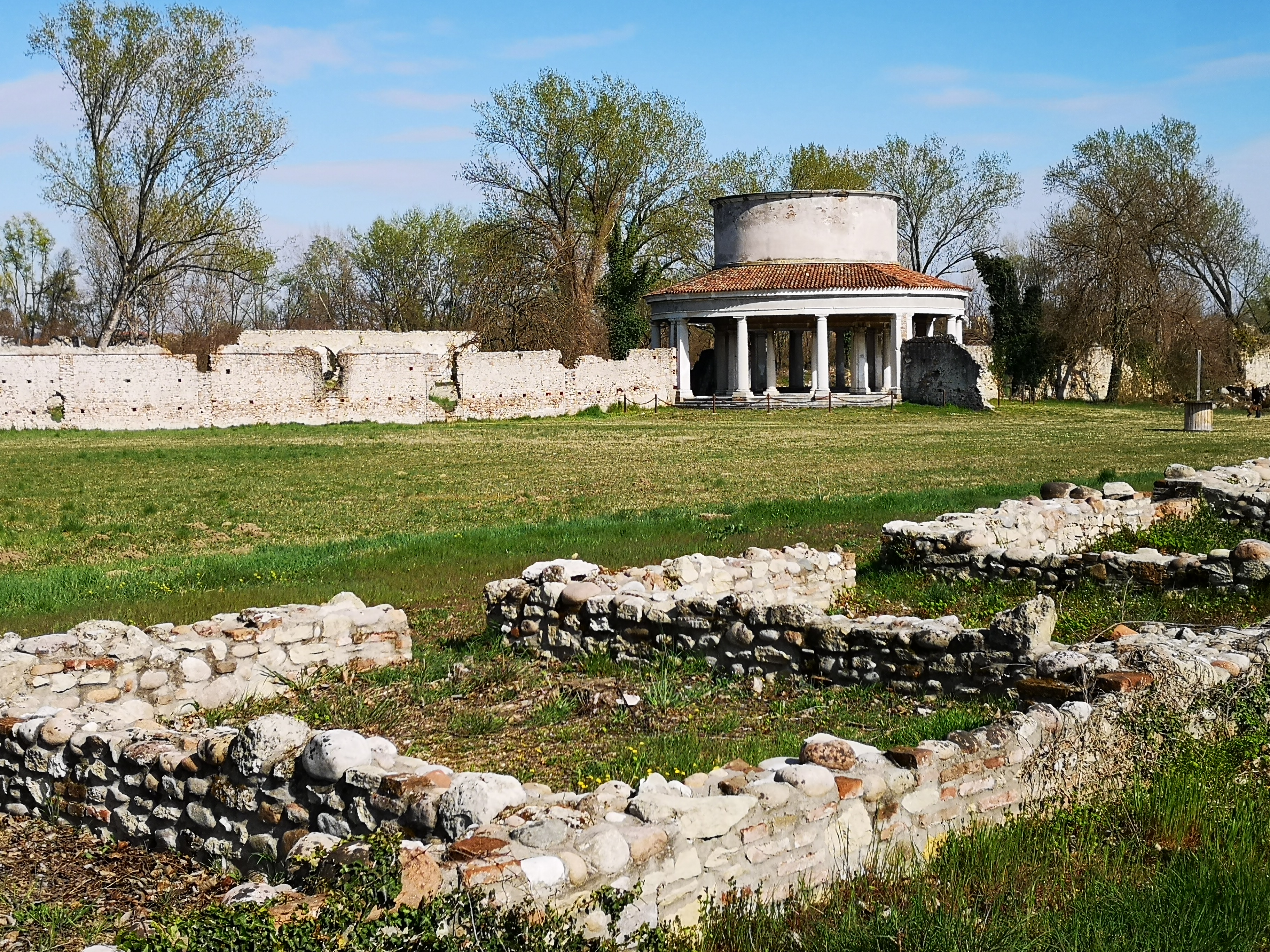
Il lazzaretto di Verona, luogo in cui venivano ospitati i malati durante la peste del 1630

Terminata la guerra cominciò per Verona un nuovo periodo di pace che sarebbe finito non per una nuova guerra, ma per una malattia devastante: l'epidemia di peste del 1630, diffusa dai soldati tedeschi arrivati in Italia per la presa di Mantova. I malati venivano inviati via fiume al Lazzaretto del Sanmicheli (di cui oggi restano le rovine) mentre i corpi di coloro che morivano in città venivano bruciati o gettati nell'Adige per mancanza di luoghi di sepoltura. Si tratto di un vero disastro, basti pensare che nel 1626 erano stati censiti 53 333 abitanti, che si erano ridotti a 20 738 alla fine del contagio: morì dunque ben più della metà della popolazione. Il numero di abitanti tornò a un livello simile solo alla fine del Settecento (nel 1793 erano 49 000). Il XVI secolo vide comunque un rifiorire dell'economia e la costruzione di chiese e di palazzi importanti, di cui uno degli artefici più importanti fu il già citato Michele Sammicheli. In questo periodo di rinascita artistica e culturale nacque anche la famosa tecnica dei concerti di campane alla veronese, oltre che decine di accademie e attività culturali di livello europeo.
All'inizio del Settecento tornarono le guerre, anche se non coinvolsero direttamente la città: nel 1701 la guerra di successione spagnola mise uno contro l'altra Francia e Austria, mentre la Repubblica di Venezia rimaneva neutrale (anche se rafforzava il presidio a Verona). I francesi tentarono di fermare la discesa nemica attraverso il Brennero, andando quindi a occupare il monte Baldo per poter fermare gli austriaci nella val d'Adige dall'alto (violando tra l'altro la neutralità veneta). Il principe Eugenio di Savoia, informato dei fatti, riuscì nell'impresa di risalire le rapidissime pendici dei monti Lessini con 25 000 soldati austriaci, che scesero quindi a est di Verona, si diressero verso Legnago e sconfissero a Carpi i francesi, costringendoli a ritirarsi oltre il Mincio.

### Le caduta della Serenissima

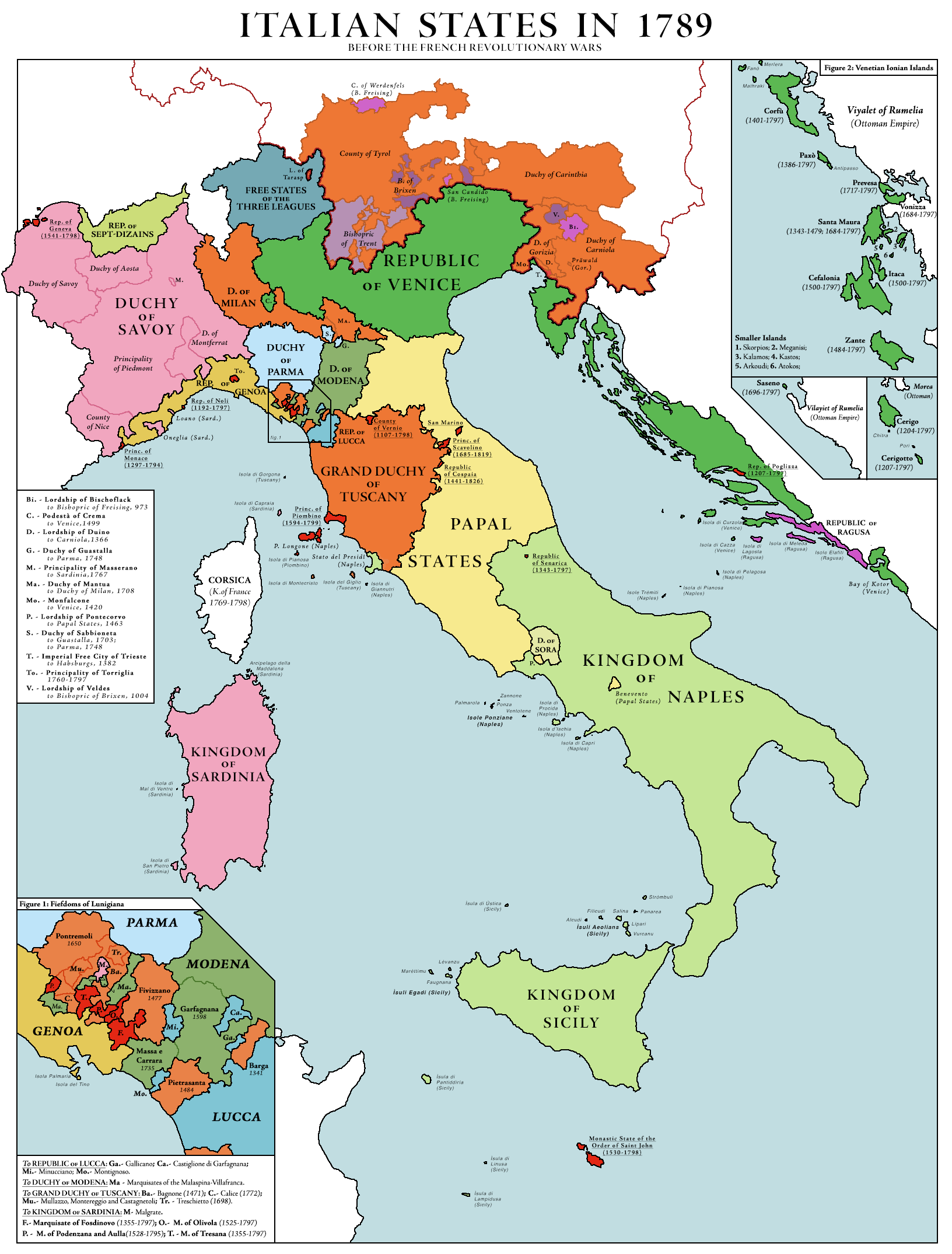
La Repubblica di Venezia nel 1789, pochi anni prima della campagna d'Italia napoleonica

Nel maggio del 1796, durante la campagna d'Italia, gli austriaci vennero sconfitti in Piemonte dal generale Napoleone Bonaparte, e dovettero darsi a una precipitosa ritirata sino al Trentino, mentre Napoleone e le idee rivoluzionarie francesi andavano a sconvolgere la tranquillità dei veronesi: gli austriaci in ritirata infatti occuparono Peschiera, violando la neutralità veneta, e Napoleone ne approfittò per occupare a sua volta Peschiera e poi, il 1º giugno 1796, la stessa Verona con 12 000 uomini. Il 3 giugno, accompagnato da numerosi generali e 500 cavalieri, arrivò lo stesso Napoleone, che subito chiese contributi ingenti ai veronesi. Egli prese alloggio presso palazzo Forti, mentre gli altri generali si sistemarono nelle case dei nobili che si erano dati alla fuga prima del loro arrivo. Già due mesi dopo però il generale francese fu costretto ad abbandonare la città per l'arrivo delle truppe austriache, che vennero accolte con entusiasmo in quanto la popolazione sperava che avrebbero ricostituito il governo veneto. Dopo le iniziali vittorie gli austriaci subirono però alcune dure sconfitte, e il 7 agosto dovettero ritirarsi e schierarsi poco fuori Verona. Il giorno successivo i francesi avevano già raggiunto la città e, dopo aver abbattuto porta San Zeno con l'artiglieria, si diedero al saccheggio della città.

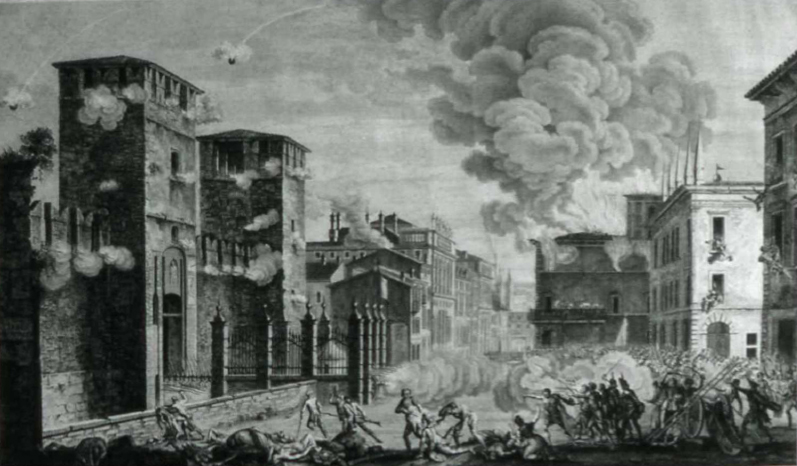
Un episodio della rivolta delle Pasque veronesi

Il 22 ottobre tornava a Verona Napoleone, mentre a novembre si riavvicinarono le truppe austriache, che furono però prese alle spalle e vinte nella battaglia del ponte di Arcole il 17 novembre. A metà gennaio un'altra incursione austriaca fu nuovamente vinta nella battaglia di Rivoli, quando Napoleone dovette sostare nuovamente in città. Il secondo giorno di Pasqua del 1797 partirono però rivolte popolari contro le truppe francesi, moti che presero il nome, appunto, di Pasque veronesi, unico caso in Italia di ribellione così aperta contro le barbarie delle truppe napoleoniche. La rivolta, iniziata il 17 aprile, continuò sino al 25 aprile, quando la città venne circondata da 15 000 soldati, e dovette arrendersi. Alla fine le morti francesi ammontarono a 500 soldati, i feriti furono circa un migliaio e i prigionieri 2 400.
Come conseguenza aumentò l'oppressione francese sulla città, che venne obbligata al pagamento di 2 000 000 lire torinesi e alla confisca dell'argento delle chiese e delle riserve di cibo, vestiti e scarpe: l'enorme numero di soldati francesi da mantenere (oltre 50 000) creava molti problemi per gli approvvigionamenti, con la continua ricerca di bottino e un non rispetto delle libertà religiose e delle proprietà, per cui ogni occasione era buona per requisire beni. Nei mesi successivi alla ribellione vennero effettuate condanne a morte, in alcuni casi senza neanche un processo. Sotto i francesi si ebbe però anche la dichiarazione di uguaglianza fra tutti i cittadini, compresa la minoranza israelita (circa un migliaio di persone). Finiva così ufficialmente il dominio veneto, dopo ben quattro secoli di storia.

## Verona francese

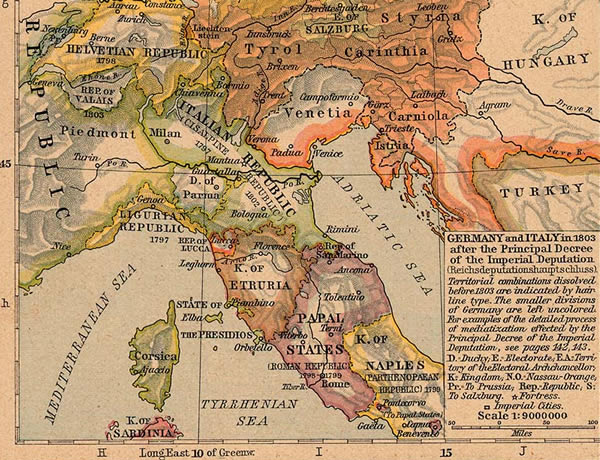
Suddivisione politica della penisola italiana nel 1803, con Verona divisa in due tra la Repubblica Cisalpina e l'Arciducato d'Austria

Il 9 luglio 1797 venne proclamata la Repubblica Cisalpina e il 17 ottobre firmato il trattato di Campoformio, con il quale la Repubblica di Venezia venne divisa tra Austria e Francia: Verona venne ceduta agli austriaci il 21 gennaio 1798, ma già il 26 marzo ripresero le battaglie tra i due avversari in territorio veronese, finché con il successivo trattato di Lunéville del 9 febbraio 1801 la città venne divisa a metà tra Austria e Francia, con linea di confine il fiume Adige. È in questo momento storico che i francesi chiamarono dispregiativamente Veronette la parte austriaca di Verona, che ancora oggi porta il nome di Veronetta. La parte francese della città entrò poi a far parte, il 31 marzo 1805, del neocostituito Regno d'Italia.
A ottobre iniziò una battaglia tra le due parti di Verona, con il bombardamento da parte dei napoleonici che riuscirono a respingere un attacco austriaco presso il ponte di Castelvecchio: la parte austriaca della città si arrese il 29 dello stesso mese; infine con la pace di Presburgo del 2 dicembre tutto il Veneto entrò a far parte del Regno d'Italia. I francesi lasciarono Verona solo il 4 febbraio 1814, dopo diciassette anni di dominio a fasi alterne: lo stesso giorno gli austriaci entrarono in città da porta Vescovo con 1 800 soldati.

## Verona austriaca

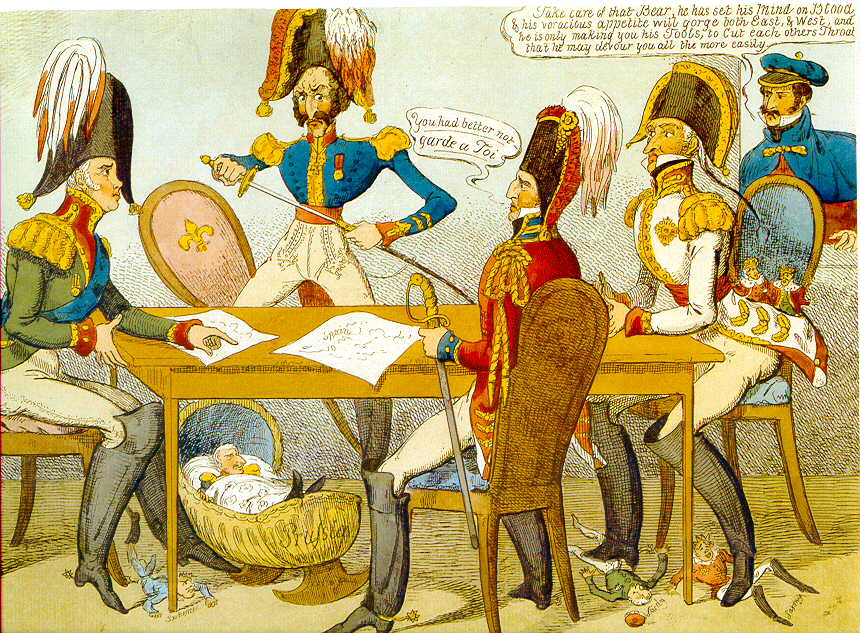
Illustrazione satirica riguardante il congresso di Verona

Al congresso di Vienna del 1815, evento che diede il via all'età della Restaurazione, si decise a tavolino la creazione del Regno Lombardo-Veneto, un nuovo Stato dipendente dall'Impero austriaco con a capo un viceré proveniente dalla corte viennese, che l'anno successivo ebbe una prima visita dell'imperatore Francesco I. Con il passaggio al dominio austriaco l'industria della seta veronese, che aveva preso il posto di quella della lana durante il governo veneziano, ebbe una forte crisi, anche perché l'Austria era principalmente interessata alla ricostruzione delle fortificazioni di Verona. Andò riducendosi anche il trasporto sull'Adige, il cui ruolo di via di comunicazione venne preso dalla ferrovia.
Nel 1822 si svolse il congresso di Verona, a cui parteciparono tutti i maggiori sovrani d'Europa, e durante il quale si discusse dei problemi più vari: del commercio dei neri, della pirateria nell'oceano Atlantico, della situazione italiana, dei problemi causati dalla rivoluzione spagnola e greca.

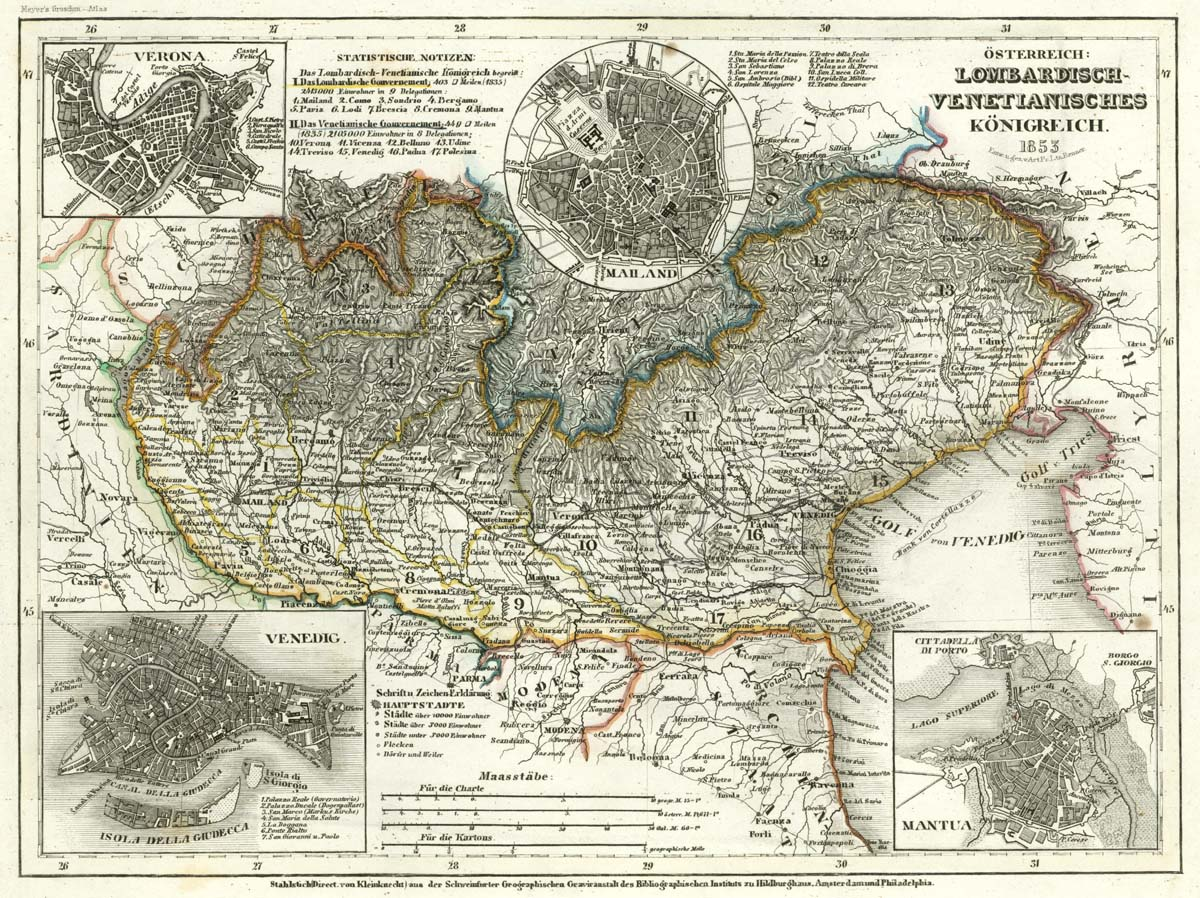
Mappa rappresentante il Regno Lombardo-Veneto nel 1853, con una vista di Verona e di altre importanti città

Nel 1833 gli ingegneri militari austriaci cominciarono a realizzare un sistema difensivo composto, oltre che dalla cinta muraria bastionata, da forti, castelli, caserme e vari edifici, rendendo Verona una città-piazzaforte. I lavori richiesero l'utilizzo contemporaneo di 10 000 uomini tanto che la città si trovò praticamente senza disoccupati. Per festeggiare la fine dei lavori, diretti dal feldmaresciallo Radetzky, vi furono grandi parate militari. Francesi, che prima di andarsene distrussero buona parte della cinta muraria, e austriaci ebbero un approccio ben differente verso la città; questi ultimi le diedero principalmente due caratterizzazioni:
- quella militare: la città fu il cardine del famigerato Quadrilatero, un sistema di difesa munitissimo basato su quattro città fortificate: Verona, Legnago, Mantova e Peschiera. Verona era il perno del sistema, tanto da poter ospitare fino a 35 000 soldati.
- quella logistica: divenne il centro di sistemi di comunicazione sia stradali sia ferroviarie, per cui furono costruite numerose caserme e depositi.

Il controllo della città fu molto duro, anche per via delle idee che stava diffondendo Mazzini in tutta Italia, e che non tardarono ad arrivare anche nella città veneta; venne addirittura arrestato il poeta Aleardo Aleardi, perché aveva incastonato nel bastone una moneta del Regno d'Italia. Questo controllo poliziesco accrebbe l'odio della popolazione verso i soldati stranieri, odio che aumentò in particolare dopo il 1840: in città si manifestavano sporadicamente risse tra popolani e soldati, che sfociarono presto in gravi scontri (con morti e feriti) e manifestazioni patriottiche, come quelle avvenute al teatro Nuovo.

### Il Quarantotto

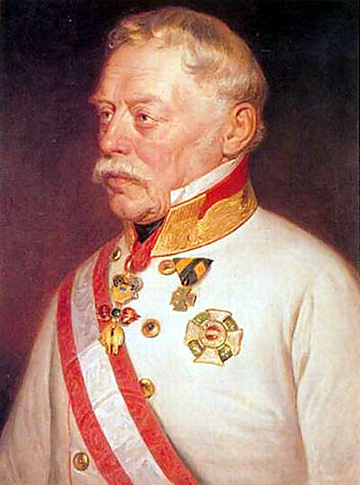
Il feldmaresciallo Radetzky in uniforme austriaca

Il 1848 fu l'anno delle rivoluzioni in tutta Europa: a Milano venne scacciato il viceré Ranieri Giuseppe d'Asburgo-Lorena durante le Cinque giornate, mentre a Venezia dovette fuggire il governatore austriaco, il feldmaresciallo Radetzky dovette quindi proclamare lo stato di assedio nel Lombardo-Veneto. Anche i veronesi entrarono in agitazione, nonostante questo il viceré cercò rifugio nella città, dove andò ad alloggiare in un albergo. La popolazione era però ormai scesa in piazza a reclamare la Costituzione, la libertà e l'Italia. A un certo punto la folla si diresse verso l'albergo dove era ospitato il viceré: i popolani gli gridarono di affacciarsi al balcone e, quando lo fece, cominciarono a urlare «Abbasso l'Austria! A morte i tedeschi!». Il viceré rientrò spaventato, mentre la folla insultava e provocava i soldati a difesa dell'albergo, che però non reagirono. Fu allora che un gruppo di cittadini moderati andò a trattare con il viceré, calmando così la folla: essi informarono la popolazione di incontrarsi in piazza Erbe il giorno dopo alle dieci di mattina, poiché avevano molto da discutere. Nel frattempo in città vennero evitati gli scontri tra popolazione e truppe: in questo modo i popolani non furono spronati a dare inizio alla rivolta, dando la possibilità all'esercito austriaco in ritirata di avere un luogo sicuro dove potersi riorganizzare, dato che le maggiori città del Lombardo-Veneto si erano già ribellate. Il Quadrilatero fu quindi un fondamentale punto di raccolta per gli austriaci in ritirata.
Il mattino seguente la popolazione, con le coccarde e bandiere tricolori, si raccolse nella piazza in attesa di notizie, quando il gruppo di moderati si affacciò, rivelando che avevano avuto la promessa di un governo costituzionale, la creazione di una guardia cittadina per il rispetto dell'ordine e che sarebbe stata garantita la libertà. Raggirato da questo gruppo ristretto di cittadini, il popolo si calmò e Verona fu una delle poche città a non unirsi ai moti del Risorgimento italiano. In realtà la guardia cittadina fu composta solamente da una quarantina di veronesi, mentre nel contempo si rinforzò il presidio militare austriaco, diminuendo così le possibilità di rivolta alla città. Nel marzo del 1848 la città ospitava ormai 6 000 soldati, si era quindi raggiunto il rapporto di un militare ogni dieci abitanti. Il 22 marzo Radetzky si ritirò da Milano e ripiegò su Verona con altri 20 000 uomini, mentre il 25 fu il viceré a scappare dalla città. Il 28 il generale D'Aspre ricevette l'ordine di spostare le sue truppe dalla provincia di Venezia a Verona. La città divenne un enorme accampamento per le truppe, perfino le fabbriche vennero chiuse e adibite ad alloggi per i soldati.

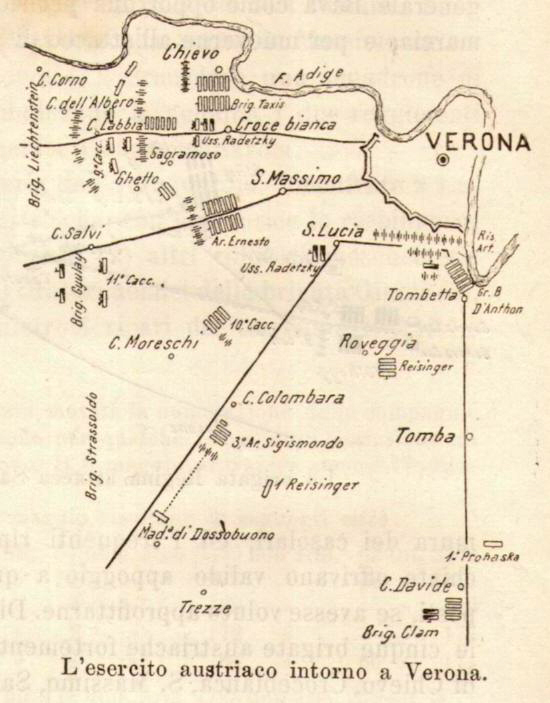
Il dispiegamento delle forze austriache attorno a Verona

I piemontesi intanto continuavano a vincere battaglie, ma si muovevano piuttosto lentamente, dando così il tempo al nemico di retrocedere sino al Quadrilatero. Le truppe piemontesi riuscirono ad accerchiare Peschiera, mentre truppe di volontari si insinuarono fino a Castelnuovo del Garda; Radetzky diede allora l'ordine a 4 000 uomini di attaccarla, per reprimere l'azione e dare un "insegnamento" agli altri paesi dell'agro. Prima dell'inizio della battaglia di Castelnuovo alcuni abitanti riuscirono a mettersi in fuga, mentre i 400 volontari decisero di resistere e affrontare l'esercito nemico; essi furono però sommersi dalle truppe avversarie, dieci volte superiori, e dovettero ritirarsi verso Lazise. Gli austriaci diedero fuoco all'intero borgo, distruggendo e saccheggiando tutto ciò che trovarono; molte donne furono stuprate e trucidate insieme ai mariti. I volontari che furono catturati furono invece torturati sino alla morte.
In aprile il generale Nugent condusse a Verona ulteriori 14 000 uomini in soccorso di Radetzky, mentre l'esercito piemontese avanzava lentamente con 300 cannoni in direzione della città. Solo il 26 aprile venne compiuta una nuova avanzata sino all'Adige e l'occupazione della linea Villafranca-Custoza-Sona. Radetzky fece bloccare tutte le porte d'ingresso alla città e costruire numerose barricate, oltre a vietare alla popolazione di salire sui tetti di palazzi (in modo che non vedesse cosa accadeva) e chiudere gli accessi ai campanili (perché non richiamasse i cittadini alla rivolta).

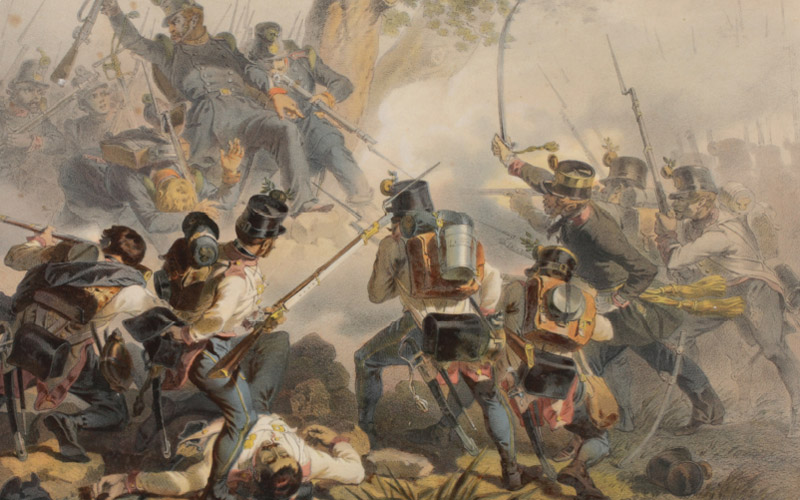
I piemontesi attaccano durante la battaglia di Santa Lucia, contrastati efficacemente dagli austriaci

Radetzky fece occupare Santa Lucia e San Massimo, due piccoli borghi alle porte della città, mentre i primi scontri si ebbero a Lugagnano: i piemontesi si illusero di poter vincere e si avvicinarono a Santa Lucia, dove ebbe luogo l'omonima battaglia. Lì gli austriaci stavano per essere sconfitti, per cui il re Carlo Alberto si aspettava una rivolta della città: questa non ebbe luogo perché in città erano presenti in quel momento dieci battaglioni, per un totale di 10 000 uomini, per scoraggiare l'insurrezione, mentre le artiglierie erano pronte a bombardare la città dai forti, senza contare che nel frattempo erano state confiscate la maggior parte delle armi. Dopo la notizia che le truppe alla Croce Bianca erano state sconfitte, il re decise però di ritirarsi: questa fu la prima vittoria austriaca dall'inizio della guerra. Alla fine di maggio arrivarono a Verona i generali Thurn e Nugent, così il 30 Radetzky poté uscire da Verona con 30 000 soldati, 5 000 cavalli e 150 cannoni, allontanando da Verona le truppe piemontesi, che si ritirarono sino all'Adda. Solo Peschiera resistette eroicamente all'assedio austriaco, e solo per ordine di Carlo Alberto si arrese: i soldati furono lasciati liberi e con l'onore delle armi dagli austriaci, per l'incredibile resistenza. Il Quadrilatero alla fine aveva svolto ottimamente la sua funzione.

### Dal 1848 al 1866

La cinta magistrale e i numerosi forti realizzati dagli austriaci a difesa di Verona

Il 9 giugno 1849 arrivarono da Vienna le disposizioni di rendere Verona la città più fortificata dell'Impero: i lavori partirono immediatamente, dapprima con la costruzione degli otto forti che formarono il primo campo trincerato, dedicati ai generali vittoriosi della guerra e in particolare a quelli che salvarono Verona nel '48. Tuttavia con l'anno nuovo aumentarono anche le tasse in quanto i lavori erano molto costosi, e inoltre la popolazione doveva mantenere i 120 000 soldati schierati nel Lombardo-Veneto.
Nacquero numerosi comitati patriottici in molte città del Regno, facenti capo a quello di Mantova. Le autorità scoprirono le cospirazioni ed ebbe luogo tra l'8 dicembre 1852 e il 19 marzo 1853 il martirio di Belfiore. Anche il maggiore esponente del comitato veronese, Carlo Montanari, fu catturato e imprigionato nel castello di Mantova, e l'8 marzo 1853 venne giustiziato.
Anche la seconda guerra di indipendenza ebbe il suo momento culminante a Verona, infatti l'esercito franco-piemontese, dopo diverse battaglie vittoriose, arrivò non lontano dalla città veneta. Napoleone III però stipulò un armistizio con l'imperatore d'Austria a Villafranca, mandando su tutte le furie re Vittorio Emanuele, che avrebbe voluto continuare la guerra, anche da solo (cosa che non fece, per paura di dover combattere sia Austria sia Francia). L'anno successivo, inoltre, Verona fu partecipe della Spedizione dei Mille, con 23 volontari. Infine la terza guerra di indipendenza vide la più grande battaglia a Custoza, con una grave sconfitta italiana: però, grazie alla schiacciante vittoria prussiana che aveva fortemente indebolito l'Austria, Verona e il Veneto poterono essere uniti al Regno d'Italia.

## Verona italiana

### Il plebiscito

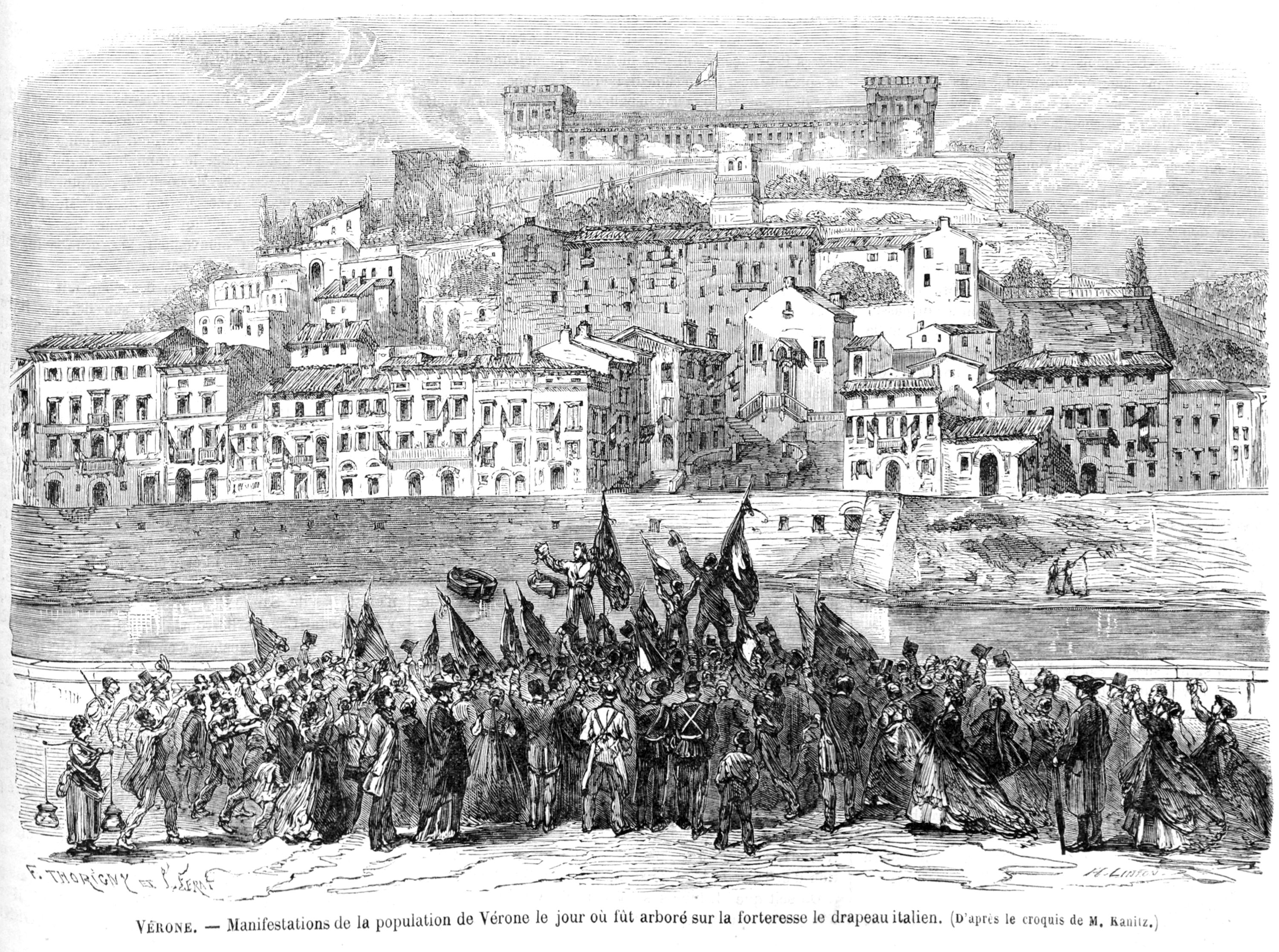
Illustrazione de Le Monde Illustré raffigurante la bandiera italiana portata a castel San Pietro

La notizia della pace tra l'Italia e l'Austria venne pubblicata a Verona il 6 ottobre, e subito la città si riempì di tricolori e nelle vetrine dei negozi venivano esposti i ritratti del re e di Garibaldi. Una parte dei cittadini si ritrovarono in piazza Bra dove, presso un bar militare, si trovavano numerosi austriaci; dal palazzo sopra al bar venne srotolato un grande tricolore, ma i soldati infuriati si misero a picchiare un bambino vestito da garibaldino e presero a sciabolate il grande tricolore e quindi tentarono di colpire la folla, che rispose lanciando sassi e sedie. All'arrivo delle guarnigioni questi ultimi dovettero però rifugiarsi, mentre gli austriaci si misero a saccheggiare negozi e palazzi. In un negozio uccisero anche una donna incinta, Carlotta Aschieri, mentre colpirono con la baionetta più volte il marito che tentava di difenderla.

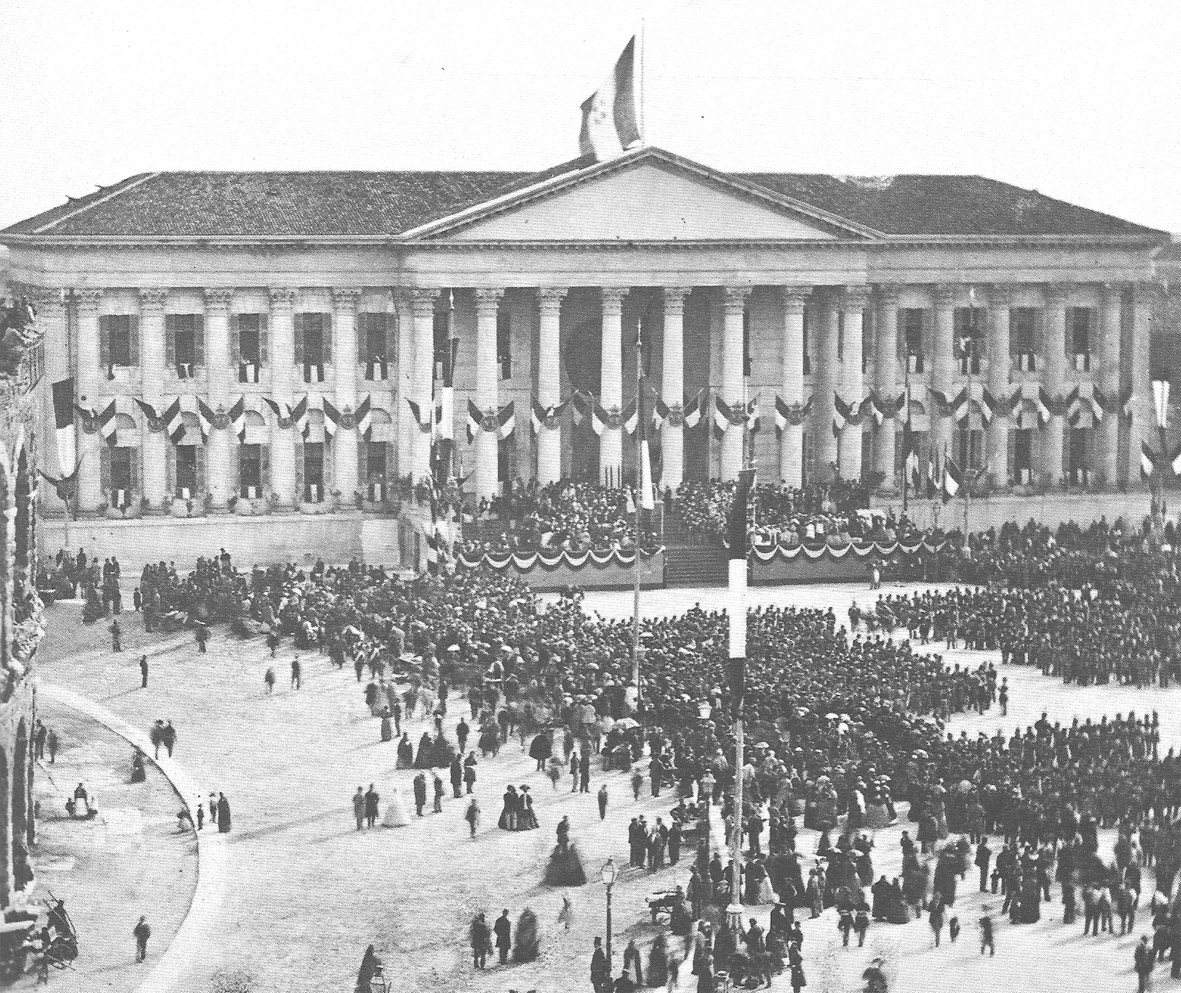
Festeggiamenti per l'ingresso delle truppe italiane in piazza Bra

Vennero aggrediti anche due operai, Celeste Bardi e Gio Batta Ridolfi, mentre Angelo Menegotti fu colpito alle spalle da una fucilata e Francesco Vassanelli perse un occhio per la sciabolata di un ufficiale. Le violenze continuarono per due giorni, e secondo le note ufficiali alla fine ci furono una ventina di feriti.
Gli italiani entrarono in città, il 16 ottobre 1866, da porta Vescovo con i bersaglieri, che sfilarono tra due ali di folla e con le campane a festa. L'ultimo battaglione austriaco abbassò la bandiera con l'aquila bicipite lo stesso giorno alla Gran Guardia Nuova, dove venne trovata più tardi un'iscrizione di un ufficiale austriaco: «Addio mia bella Verona! Mi ti vedrò mai più!» Il 21 ottobre e 22 ottobre seguenti il plebiscito del Veneto sancì l'unione al Regno d'Italia con 88 864 voti favorevoli e due contrari, come testimonia la lapide posta all'ingresso dell'odierno Municipio e che ricorda lo scrutinio della provincia di Verona. Il risultato rispecchiò, secondo alcuni studi storici, l'assoluta mancanza di segretezza nel voto e di trasparenza nelle conseguenti operazioni di scrutinio. Infatti la votazione era palese, con schede di colore diverso per il Sì e per il No, che andavano poste in due urne separate. Inoltre ai votanti si chiedeva semplicemente se accettavano l'unione del Veneto all'Italia, senza specificare cosa sarebbe successo se per ipotesi avesse vinto il No.

### Dal 1866 alla Grande Guerra

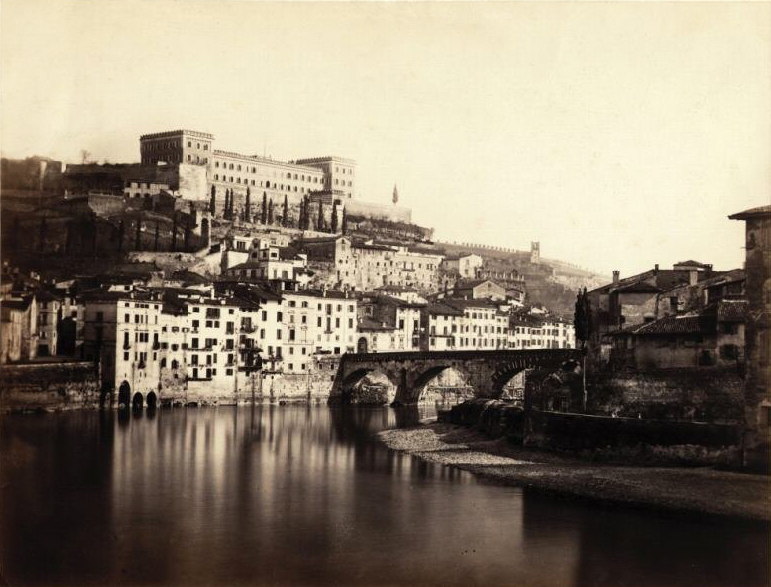
Fotografia precedente all'inondazione del 1882, con ancora visibili le caratteristiche abitazioni a ridosso del fiume che furono poi abbattute per far posto ai muraglioni

La fine del secolo vide Verona gravemente colpita dalla grande alluvione del 1882, avvenuta tra il 15 e il 18 settembre, e che ebbe il suo picco il 17 settembre, quando la piena raggiunse i 4 metri e mezzo sopra lo zero idrometrico. La piena provocò il crollo di diversi palazzi, mentre i mulini sull'Adige vennero disancorati, andando a sbattere contro i ponti, due dei quali vennero completamente distrutti. Alla fine dell'alluvione si contarono tredici case completamente crollate, circa trenta gravemente danneggiate e più di 170 lesionate. Per prestare soccorso alla popolazione intervenne anche l'esercito, mentre il re Umberto I venne a far visita ai veronesi il 22 settembre. Conseguente alla disastrosa piena fu la costruzione di imponenti argini, conosciuti col nome di "muraglioni", per la cui edificazione furono abbattuti 120 edifici costruiti a ridosso del fiume. Le maggiori opere fluviali furono costruite tra il 1885 e il 1895.
Nel 1886 venne inaugurato in piazza delle Erbe il leone di San Marco, ricostruito dopo che era stato abbattuto dai francesi nel 1797.  Alla sua inaugurazione era presente una folla entusiasta, che vedeva nel leone un simbolo patriottico. Ma la fine dell'Ottocento vide anche abbattersi sulla città la crisi economica, e quindi l'inizio della grande emigrazione, che si sarebbe protratta sin dopo la prima guerra mondiale. Nel Veneto era presente già da prima un fenomeno migratorio di carattere perlopiù temporaneo o stagionale, in particolare verso la Germania, l'Austria e l'Ungheria, soprattutto dalle zone montane, ma questo andò aumentando sino a raggiungere un fenomeno di massa. Con la nascita di nuove rotte transoceaniche iniziò l'emigrazione verso il Nuovo Mondo: la meta preferita dei veronesi fu il Brasile, dove era richiesta numerosa manodopera per via della fine della schiavitù. Solamente tra il 1886 e il 1890 partirono dal veronese 50 000 persone, di cui solo il 10% circa rimaneva in Europa. Nello stesso decennio partirono dal Veneto 333 000 persone, l'11% della popolazione, ma questa percentuale nella bassa Veronese salì addirittura al 33%. La situazione e i pensieri di chi era costretto a partire sono stati ben descritti dal poeta veronese Berto Barbarani in una sua poesia, I va in Merica, che racconta le miserie del Veneto di allora e si conclude con i villici che decidono di partire.

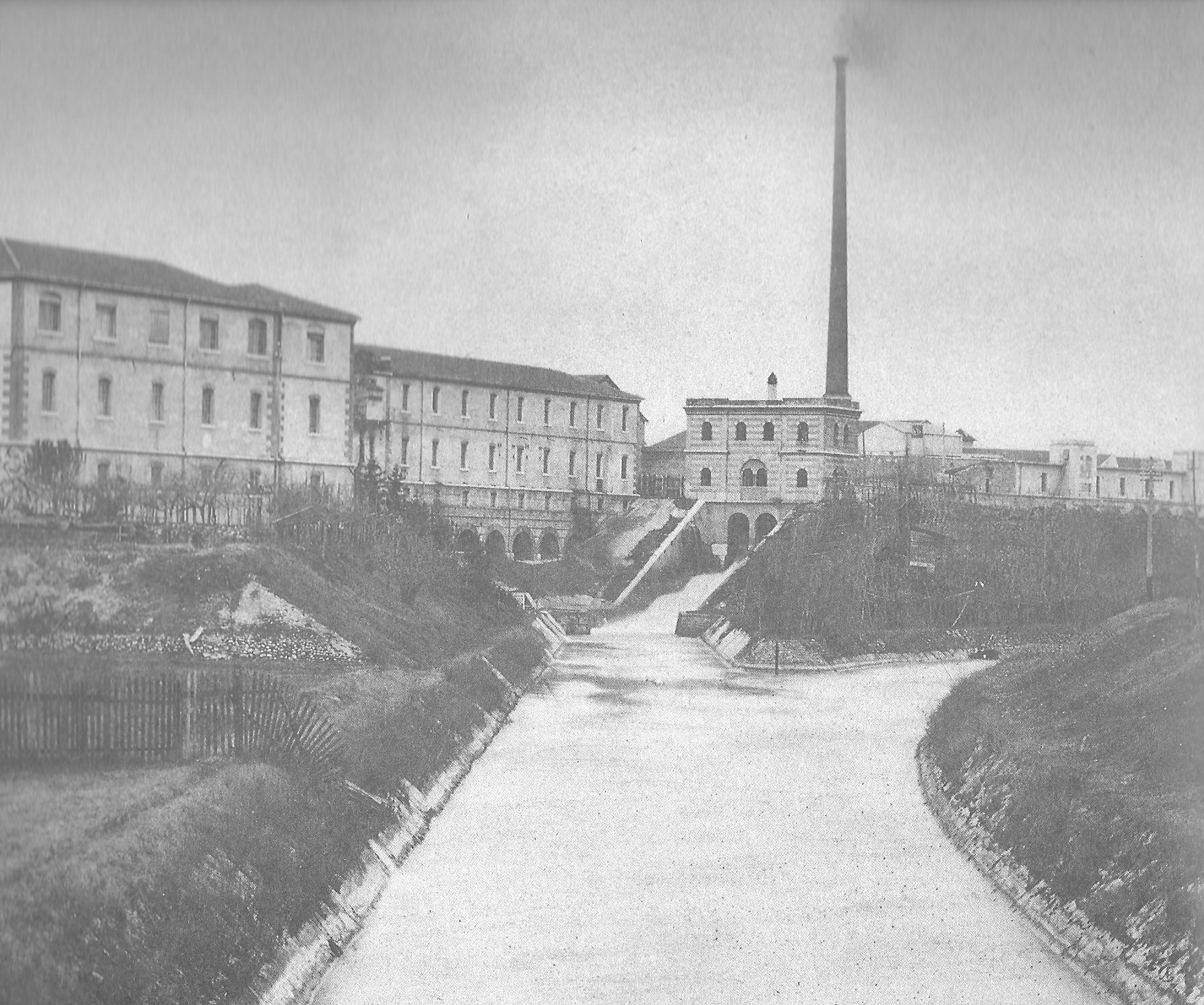
Le cartiere di Verona e il canale Camuzzoni nei primi del Novecento

La fine del secolo però vede anche la timida crescita della industrie, in particolare dopo la costruzione del canale industriale Camuzzoni (che prendeva il nome dal sindaco Giulio Camuzzoni), in grado di fornire 3 000 cavalli di potenza. Se fino a quel momento l'unica industria a Verona fu l'officina della stazione di Porta Vescovo, grazie al rifornimento di quella potenza poterono cominciare a insediarsi nuove industrie, tanto che dal 1890 al 1911 nella provincia gli operai salirono da 8 658 a quasi 20 000 unità.

### Le due guerre mondiali

Strage di piazza delle Erbe del 14 novembre 1915

La prima guerra mondiale vide la città nelle retrovie, tuttavia venne colpita da alcuni attacchi aerei, il primo dei quali avvenuto il 14 novembre 1915, quando tre velivoli verniciati di nero rilasciarono sulla città numerosi ordigni: in piazza delle Erbe ci fu una strage, alla fine si contarono un centinaio tra morti e feriti. Furono addirittura chiamati i pompieri per lavare il sangue dai marmi ed ebbe un notevole effetto psicologico: per la prima volta la Grande Guerra portava morti civili alla città.
Nell'ottobre 1917, dopo la disfatta di Caporetto, la situazione precipitò e Verona divenne ufficialmente città inclusa nel territorio delle operazioni di guerra, dunque entrava in vigore la legge marziale e venivano sospesi i treni civili. Fortunatamente si fece sentire l'apporto degli alleati che risollevarono il morale della popolazione. Dapprima arrivarono le truppe francesi e poi quelle americane, tanto che nel 1918 si festeggiarono a Verona nel giro di dieci giorni la festa nazionale americana per la dichiarazione d'indipendenza e quella francese per la presa della Bastiglia. Alla fine di ottobre si cominciò a parlare in città di una vittoriosa offensiva italiana e il 3 novembre i veronesi si riversarono per le strade a festeggiare la vittoria: la città si riempiva nuovamente di tricolori dopo il 1866.
L'avvento al potere del fascismo portò nella città grandi progetti, di cui uno dei più importanti per Verona fu il completamento dei muraglioni. Questi furono edificati con una velocità incredibile, tanto che i lavori iniziarono all'inizio del 1935 e di conclusero già nel novembre 1936.
La seconda guerra mondiale non coinvolse Verona sino al 1943. La notte del 25 luglio infatti Mussolini venne sfiduciato dai gerarchi fascisti e venne quindi arrestato. A Verona presero il potere i militari per 45 giorni, diventò quindi sindaco della città Eugenio Gallizioli e presidente della provincia il senatore veronese Luigi Messedaglia. A settembre però si rese il governo, e i tedeschi cominciarono a occupare i punti strategici e le città del Nord Italia. A Verona il comandante dell'VIII reggimento d'artiglieria rifiutò di consegnare le armi e diede battaglia ai tedeschi, mentre in città si verificarono numerosi scontri. Con la liberazione da parte dei tedeschi di Mussolini nacque la Repubblica Sociale Italiana e Verona, con l'insediamento dei più importanti comandi militari tedeschi e di alcuni ministeri, ne divenne di fatto, con Salò e Milano, una delle capitali.

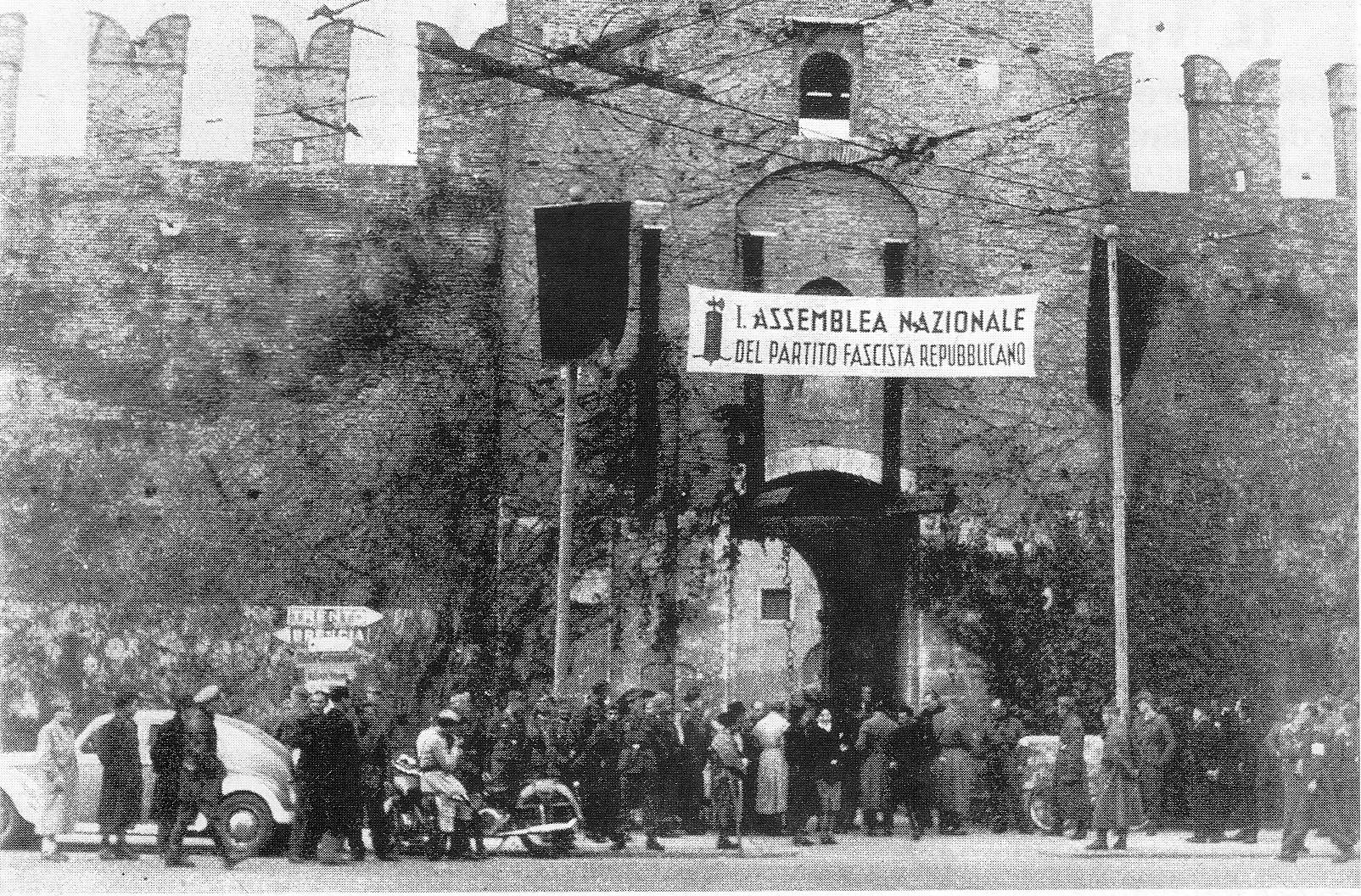
Castelvecchio durante il congresso di Verona del 1943

A Verona si tenne l'unico congresso fascista presso Castelvecchio (in cui si decisero le basi del nuovo Stato, la militarizzazione del partito e la socializzazione) e il famoso processo di Verona, in cui si decise la condanna a morte per cinque dei sei imputati al processo.
Verona fu una delle città più bombardate per la sua posizione strategica e per la summenzionata presenza di molti comandi militari tedeschi e di cinque ministeri della RSI; la città alla fine risultò distrutta al 45% dalle bombe degli alleati e anche le perdite in vite umane furono elevate. Le incursioni più terribili furono quella del 28 gennaio 1944, quando 120 quadrimotori colpirono la zona della stazione Porta Nuova, e quella del 4 gennaio 1945, quando vennero danneggiati o distrutti Castelvecchio, la biblioteca capitolare, la biblioteca civica e altri importanti monumenti. Infine nell'aprile del 1945 il giorno della loro ritirata da Verona i tedeschi in fuga ne distrussero tutti i ponti.
Verona è tra le città decorate al valor militare per la guerra di liberazione, insignita della Medaglia d'oro al valor militare per i sacrifici delle sue popolazioni e per la sua attività nella lotta partigiana durante la seconda guerra mondiale:
(Verona, settembre 1943-aprile 1945)

### Verona contemporanea

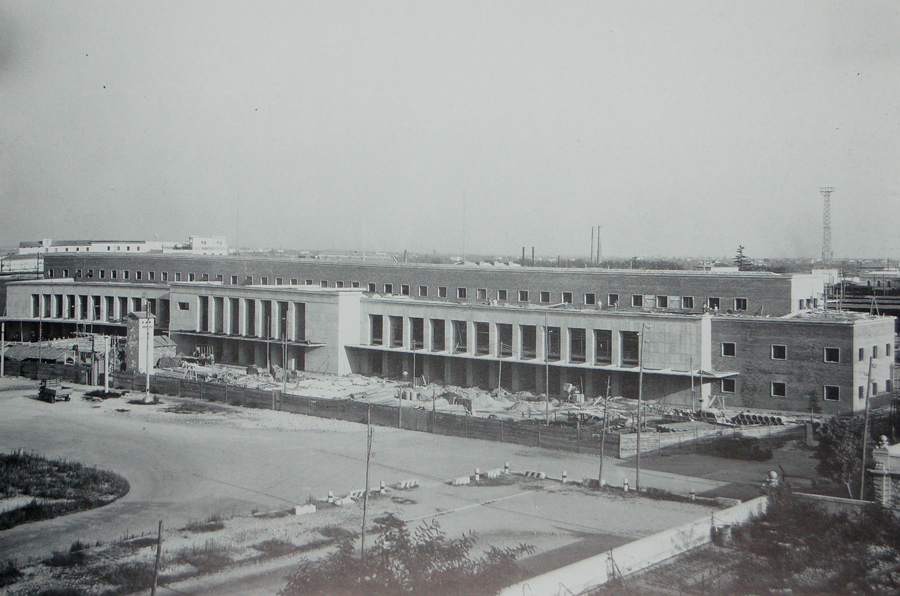
La stazione di Porta Nuova alla fine dei lavori di ricostruzione nel 1949

Con la fine della guerra nacquero anche le premesse per la ricostruzione: il primo intervento fu la demolizione delle protezioni antiaeree che erano state installate nell'Arena, che veniva utilizzata dai cittadini per proteggersi durante i bombardamenti. Con il decreto del 1º marzo 1945 veniva stabilito che tutte le città gravemente danneggiate dalle guerre avrebbero dovuto dotarsi di un piano di ricostruzione e Verona, con 11 627 vani completamente distrutti e 8 347 gravemente danneggiati, era una di quelle. I lavori iniziarono immediatamente con la ricostruzione di tutti i ponti, delle antiche chiese e della stazione di Porta Nuova. A tempo di record, nell'agosto 1946, fu riaperto ponte Catena, mentre gli antichi ponte di Castelvecchio e ponte Pietra furono ricomposti e restaurati in buona parte con i materiali originali raccolti dall'alveo del fiume. La tecnica di costruzione utilizzata fu simile a quella originale, per cui i lavori furono molto lunghi: il primo venne terminato nel 1951, il secondo nel 1959.
Tra gli anni cinquanta e sessanta anche Verona venne coinvolta nel miracolo economico italiano, periodo nel qualche il ruolo di sindaco venne svolto da Giorgio Zanotto, appartenente alla Democrazia Cristiana. L'economia cambiò radicalmente con una rilevante riconversione della forza lavoro dalle attività agricole all'industria, inoltre nel 1956 venne aperto in centro città il grande magazzino Standa e due anni dopo venne inaugurato lo stabilimento della Mondadori a San Michele Extra. Diverse varianti al piano regolatore generale comunale del 1957 rimodellarono l'urbanistica cittadina con la nascita di nuovi quartieri e nuove strade, così la popolazione residente crebbe rapidamente, passando da 190 856 abitanti registrati al 1º gennaio 1956 ai 248 945 di dieci anni dopo. Il sempre maggior numero di automobili private portò alla soppressione della ferrovia Verona-Caprino-Garda, della tranvia Verona-Grezzana e della Verona-Caldiero-San Bonifacio, mentre nella metà degli anni sessanta entrò in funzione il tratto Verona-Brescia dell'autostrada Serenissima. La crescita della popolazione e il maggior tasso di scolarizzazione portò anche all'apertura di numerose scuole di ogni ordine e grado. L'Ospedale Civile Maggiore venne ampliato con l'introduzione di nuovi avanzati reparti, mentre nel giugno del 1963 si dette inizio alla costruzione del Policlinico Giambattista Rossi.

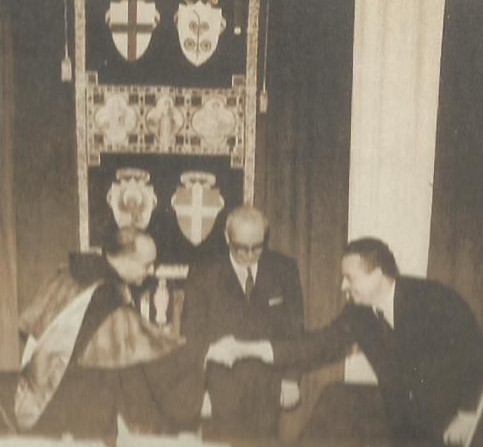
12 novembre 1965, il ministro Luigi Gui, il magnifico rettore Guido Ferro e il sindaco di Verona Renato Gozzi inaugurano l'Università di Verona

Il 10 gennaio 1959 nacque l'Università di Verona, con il nome di Libera Università di Economia e Commercio. Grazie alla fusione con l'ateneo patavino si aggiunsero un corso in lingue e letterature straniere, la facoltà di magistero e la facoltà di medicina. Nel 1982 l'Università di Verona divenne nuovamente un organismo autonomo e oggi conta diverse facoltà: economia, medicina e chirurgia, scienze matematiche, fisiche e naturali, giurisprudenza, scienze della formazione, lettere e filosofia, lingue e letterature straniere, e scienze motorie. Oggi Verona si presenta così come terzo polo universitario del Veneto, dopo Padova e Venezia.
Un importante evento di cronaca fu il sequestro del generale James Lee Dozier, comandante delle Forze Terrestri NATO in Sud Europa (FTASE), rapito dalle Brigate Rosse il 17 dicembre 1981. Le forze dell'ordine intervennero massicciamente, tanto che la città sembrava essere in stato d'assedio, e solo dopo 42 giorni, il 28 gennaio, fu liberato a Padova grazie a un'incursione dei NOCS di Verona. Nel 1988 la cittadina veneta fu visitata da papa Giovanni Paolo II che celebrò presso il Duomo la beatificazione di don Giovanni Calabria e di don Giuseppe Nascimbeni, entrambi nativi del territorio veronese.

## Gli ebrei a Verona
Verona è sede di una delle più antiche e importanti comunità ebraiche italiane. A testimonianza di questa presenza, rimangono tracce evidenti: negli edifici del vecchio ghetto, nella grandiosa sinagoga e nell'antico cimitero di Borgo Venezia.